# Garfos (xadrez)
|   | a | b | c | d | e | f | g | h |   |
| 8 | a8 preto torre · c8 preto bispo · d8 preto rainha · e8 preto rei · f8 preto bispo · h8 preto torre · a7 preto peão · b7 preto peão · c7 preto peão · f7 branco cavalo · g7 preto peão · h7 preto peão · c6 preto cavalo · d6 preto peão · f6 preto cavalo · e5 preto peão · c4 branco bispo · e4 branco peão · a2 branco peão · b2 branco peão · c2 branco peão · d2 branco peão · f2 branco peão · g2 branco peão · h2 branco peão · a1 branco torre · b1 branco cavalo · c1 branco bispo · d1 branco rainha · e1 branco rei · h1 branco torre | a8 preto torre · c8 preto bispo · d8 preto rainha · e8 preto rei · f8 preto bispo · h8 preto torre · a7 preto peão · b7 preto peão · c7 preto peão · f7 branco cavalo · g7 preto peão · h7 preto peão · c6 preto cavalo · d6 preto peão · f6 preto cavalo · e5 preto peão · c4 branco bispo · e4 branco peão · a2 branco peão · b2 branco peão · c2 branco peão · d2 branco peão · f2 branco peão · g2 branco peão · h2 branco peão · a1 branco torre · b1 branco cavalo · c1 branco bispo · d1 branco rainha · e1 branco rei · h1 branco torre | a8 preto torre · c8 preto bispo · d8 preto rainha · e8 preto rei · f8 preto bispo · h8 preto torre · a7 preto peão · b7 preto peão · c7 preto peão · f7 branco cavalo · g7 preto peão · h7 preto peão · c6 preto cavalo · d6 preto peão · f6 preto cavalo · e5 preto peão · c4 branco bispo · e4 branco peão · a2 branco peão · b2 branco peão · c2 branco peão · d2 branco peão · f2 branco peão · g2 branco peão · h2 branco peão · a1 branco torre · b1 branco cavalo · c1 branco bispo · d1 branco rainha · e1 branco rei · h1 branco torre | a8 preto torre · c8 preto bispo · d8 preto rainha · e8 preto rei · f8 preto bispo · h8 preto torre · a7 preto peão · b7 preto peão · c7 preto peão · f7 branco cavalo · g7 preto peão · h7 preto peão · c6 preto cavalo · d6 preto peão · f6 preto cavalo · e5 preto peão · c4 branco bispo · e4 branco peão · a2 branco peão · b2 branco peão · c2 branco peão · d2 branco peão · f2 branco peão · g2 branco peão · h2 branco peão · a1 branco torre · b1 branco cavalo · c1 branco bispo · d1 branco rainha · e1 branco rei · h1 branco torre | a8 preto torre · c8 preto bispo · d8 preto rainha · e8 preto rei · f8 preto bispo · h8 preto torre · a7 preto peão · b7 preto peão · c7 preto peão · f7 branco cavalo · g7 preto peão · h7 preto peão · c6 preto cavalo · d6 preto peão · f6 preto cavalo · e5 preto peão · c4 branco bispo · e4 branco peão · a2 branco peão · b2 branco peão · c2 branco peão · d2 branco peão · f2 branco peão · g2 branco peão · h2 branco peão · a1 branco torre · b1 branco cavalo · c1 branco bispo · d1 branco rainha · e1 branco rei · h1 branco torre | a8 preto torre · c8 preto bispo · d8 preto rainha · e8 preto rei · f8 preto bispo · h8 preto torre · a7 preto peão · b7 preto peão · c7 preto peão · f7 branco cavalo · g7 preto peão · h7 preto peão · c6 preto cavalo · d6 preto peão · f6 preto cavalo · e5 preto peão · c4 branco bispo · e4 branco peão · a2 branco peão · b2 branco peão · c2 branco peão · d2 branco peão · f2 branco peão · g2 branco peão · h2 branco peão · a1 branco torre · b1 branco cavalo · c1 branco bispo · d1 branco rainha · e1 branco rei · h1 branco torre | a8 preto torre · c8 preto bispo · d8 preto rainha · e8 preto rei · f8 preto bispo · h8 preto torre · a7 preto peão · b7 preto peão · c7 preto peão · f7 branco cavalo · g7 preto peão · h7 preto peão · c6 preto cavalo · d6 preto peão · f6 preto cavalo · e5 preto peão · c4 branco bispo · e4 branco peão · a2 branco peão · b2 branco peão · c2 branco peão · d2 branco peão · f2 branco peão · g2 branco peão · h2 branco peão · a1 branco torre · b1 branco cavalo · c1 branco bispo · d1 branco rainha · e1 branco rei · h1 branco torre | a8 preto torre · c8 preto bispo · d8 preto rainha · e8 preto rei · f8 preto bispo · h8 preto torre · a7 preto peão · b7 preto peão · c7 preto peão · f7 branco cavalo · g7 preto peão · h7 preto peão · c6 preto cavalo · d6 preto peão · f6 preto cavalo · e5 preto peão · c4 branco bispo · e4 branco peão · a2 branco peão · b2 branco peão · c2 branco peão · d2 branco peão · f2 branco peão · g2 branco peão · h2 branco peão · a1 branco torre · b1 branco cavalo · c1 branco bispo · d1 branco rainha · e1 branco rei · h1 branco torre | 8 |
| 7 | a8 preto torre · c8 preto bispo · d8 preto rainha · e8 preto rei · f8 preto bispo · h8 preto torre · a7 preto peão · b7 preto peão · c7 preto peão · f7 branco cavalo · g7 preto peão · h7 preto peão · c6 preto cavalo · d6 preto peão · f6 preto cavalo · e5 preto peão · c4 branco bispo · e4 branco peão · a2 branco peão · b2 branco peão · c2 branco peão · d2 branco peão · f2 branco peão · g2 branco peão · h2 branco peão · a1 branco torre · b1 branco cavalo · c1 branco bispo · d1 branco rainha · e1 branco rei · h1 branco torre | a8 preto torre · c8 preto bispo · d8 preto rainha · e8 preto rei · f8 preto bispo · h8 preto torre · a7 preto peão · b7 preto peão · c7 preto peão · f7 branco cavalo · g7 preto peão · h7 preto peão · c6 preto cavalo · d6 preto peão · f6 preto cavalo · e5 preto peão · c4 branco bispo · e4 branco peão · a2 branco peão · b2 branco peão · c2 branco peão · d2 branco peão · f2 branco peão · g2 branco peão · h2 branco peão · a1 branco torre · b1 branco cavalo · c1 branco bispo · d1 branco rainha · e1 branco rei · h1 branco torre | a8 preto torre · c8 preto bispo · d8 preto rainha · e8 preto rei · f8 preto bispo · h8 preto torre · a7 preto peão · b7 preto peão · c7 preto peão · f7 branco cavalo · g7 preto peão · h7 preto peão · c6 preto cavalo · d6 preto peão · f6 preto cavalo · e5 preto peão · c4 branco bispo · e4 branco peão · a2 branco peão · b2 branco peão · c2 branco peão · d2 branco peão · f2 branco peão · g2 branco peão · h2 branco peão · a1 branco torre · b1 branco cavalo · c1 branco bispo · d1 branco rainha · e1 branco rei · h1 branco torre | a8 preto torre · c8 preto bispo · d8 preto rainha · e8 preto rei · f8 preto bispo · h8 preto torre · a7 preto peão · b7 preto peão · c7 preto peão · f7 branco cavalo · g7 preto peão · h7 preto peão · c6 preto cavalo · d6 preto peão · f6 preto cavalo · e5 preto peão · c4 branco bispo · e4 branco peão · a2 branco peão · b2 branco peão · c2 branco peão · d2 branco peão · f2 branco peão · g2 branco peão · h2 branco peão · a1 branco torre · b1 branco cavalo · c1 branco bispo · d1 branco rainha · e1 branco rei · h1 branco torre | a8 preto torre · c8 preto bispo · d8 preto rainha · e8 preto rei · f8 preto bispo · h8 preto torre · a7 preto peão · b7 preto peão · c7 preto peão · f7 branco cavalo · g7 preto peão · h7 preto peão · c6 preto cavalo · d6 preto peão · f6 preto cavalo · e5 preto peão · c4 branco bispo · e4 branco peão · a2 branco peão · b2 branco peão · c2 branco peão · d2 branco peão · f2 branco peão · g2 branco peão · h2 branco peão · a1 branco torre · b1 branco cavalo · c1 branco bispo · d1 branco rainha · e1 branco rei · h1 branco torre | a8 preto torre · c8 preto bispo · d8 preto rainha · e8 preto rei · f8 preto bispo · h8 preto torre · a7 preto peão · b7 preto peão · c7 preto peão · f7 branco cavalo · g7 preto peão · h7 preto peão · c6 preto cavalo · d6 preto peão · f6 preto cavalo · e5 preto peão · c4 branco bispo · e4 branco peão · a2 branco peão · b2 branco peão · c2 branco peão · d2 branco peão · f2 branco peão · g2 branco peão · h2 branco peão · a1 branco torre · b1 branco cavalo · c1 branco bispo · d1 branco rainha · e1 branco rei · h1 branco torre | a8 preto torre · c8 preto bispo · d8 preto rainha · e8 preto rei · f8 preto bispo · h8 preto torre · a7 preto peão · b7 preto peão · c7 preto peão · f7 branco cavalo · g7 preto peão · h7 preto peão · c6 preto cavalo · d6 preto peão · f6 preto cavalo · e5 preto peão · c4 branco bispo · e4 branco peão · a2 branco peão · b2 branco peão · c2 branco peão · d2 branco peão · f2 branco peão · g2 branco peão · h2 branco peão · a1 branco torre · b1 branco cavalo · c1 branco bispo · d1 branco rainha · e1 branco rei · h1 branco torre | a8 preto torre · c8 preto bispo · d8 preto rainha · e8 preto rei · f8 preto bispo · h8 preto torre · a7 preto peão · b7 preto peão · c7 preto peão · f7 branco cavalo · g7 preto peão · h7 preto peão · c6 preto cavalo · d6 preto peão · f6 preto cavalo · e5 preto peão · c4 branco bispo · e4 branco peão · a2 branco peão · b2 branco peão · c2 branco peão · d2 branco peão · f2 branco peão · g2 branco peão · h2 branco peão · a1 branco torre · b1 branco cavalo · c1 branco bispo · d1 branco rainha · e1 branco rei · h1 branco torre | 7 |
| 6 | a8 preto torre · c8 preto bispo · d8 preto rainha · e8 preto rei · f8 preto bispo · h8 preto torre · a7 preto peão · b7 preto peão · c7 preto peão · f7 branco cavalo · g7 preto peão · h7 preto peão · c6 preto cavalo · d6 preto peão · f6 preto cavalo · e5 preto peão · c4 branco bispo · e4 branco peão · a2 branco peão · b2 branco peão · c2 branco peão · d2 branco peão · f2 branco peão · g2 branco peão · h2 branco peão · a1 branco torre · b1 branco cavalo · c1 branco bispo · d1 branco rainha · e1 branco rei · h1 branco torre | a8 preto torre · c8 preto bispo · d8 preto rainha · e8 preto rei · f8 preto bispo · h8 preto torre · a7 preto peão · b7 preto peão · c7 preto peão · f7 branco cavalo · g7 preto peão · h7 preto peão · c6 preto cavalo · d6 preto peão · f6 preto cavalo · e5 preto peão · c4 branco bispo · e4 branco peão · a2 branco peão · b2 branco peão · c2 branco peão · d2 branco peão · f2 branco peão · g2 branco peão · h2 branco peão · a1 branco torre · b1 branco cavalo · c1 branco bispo · d1 branco rainha · e1 branco rei · h1 branco torre | a8 preto torre · c8 preto bispo · d8 preto rainha · e8 preto rei · f8 preto bispo · h8 preto torre · a7 preto peão · b7 preto peão · c7 preto peão · f7 branco cavalo · g7 preto peão · h7 preto peão · c6 preto cavalo · d6 preto peão · f6 preto cavalo · e5 preto peão · c4 branco bispo · e4 branco peão · a2 branco peão · b2 branco peão · c2 branco peão · d2 branco peão · f2 branco peão · g2 branco peão · h2 branco peão · a1 branco torre · b1 branco cavalo · c1 branco bispo · d1 branco rainha · e1 branco rei · h1 branco torre | a8 preto torre · c8 preto bispo · d8 preto rainha · e8 preto rei · f8 preto bispo · h8 preto torre · a7 preto peão · b7 preto peão · c7 preto peão · f7 branco cavalo · g7 preto peão · h7 preto peão · c6 preto cavalo · d6 preto peão · f6 preto cavalo · e5 preto peão · c4 branco bispo · e4 branco peão · a2 branco peão · b2 branco peão · c2 branco peão · d2 branco peão · f2 branco peão · g2 branco peão · h2 branco peão · a1 branco torre · b1 branco cavalo · c1 branco bispo · d1 branco rainha · e1 branco rei · h1 branco torre | a8 preto torre · c8 preto bispo · d8 preto rainha · e8 preto rei · f8 preto bispo · h8 preto torre · a7 preto peão · b7 preto peão · c7 preto peão · f7 branco cavalo · g7 preto peão · h7 preto peão · c6 preto cavalo · d6 preto peão · f6 preto cavalo · e5 preto peão · c4 branco bispo · e4 branco peão · a2 branco peão · b2 branco peão · c2 branco peão · d2 branco peão · f2 branco peão · g2 branco peão · h2 branco peão · a1 branco torre · b1 branco cavalo · c1 branco bispo · d1 branco rainha · e1 branco rei · h1 branco torre | a8 preto torre · c8 preto bispo · d8 preto rainha · e8 preto rei · f8 preto bispo · h8 preto torre · a7 preto peão · b7 preto peão · c7 preto peão · f7 branco cavalo · g7 preto peão · h7 preto peão · c6 preto cavalo · d6 preto peão · f6 preto cavalo · e5 preto peão · c4 branco bispo · e4 branco peão · a2 branco peão · b2 branco peão · c2 branco peão · d2 branco peão · f2 branco peão · g2 branco peão · h2 branco peão · a1 branco torre · b1 branco cavalo · c1 branco bispo · d1 branco rainha · e1 branco rei · h1 branco torre | a8 preto torre · c8 preto bispo · d8 preto rainha · e8 preto rei · f8 preto bispo · h8 preto torre · a7 preto peão · b7 preto peão · c7 preto peão · f7 branco cavalo · g7 preto peão · h7 preto peão · c6 preto cavalo · d6 preto peão · f6 preto cavalo · e5 preto peão · c4 branco bispo · e4 branco peão · a2 branco peão · b2 branco peão · c2 branco peão · d2 branco peão · f2 branco peão · g2 branco peão · h2 branco peão · a1 branco torre · b1 branco cavalo · c1 branco bispo · d1 branco rainha · e1 branco rei · h1 branco torre | a8 preto torre · c8 preto bispo · d8 preto rainha · e8 preto rei · f8 preto bispo · h8 preto torre · a7 preto peão · b7 preto peão · c7 preto peão · f7 branco cavalo · g7 preto peão · h7 preto peão · c6 preto cavalo · d6 preto peão · f6 preto cavalo · e5 preto peão · c4 branco bispo · e4 branco peão · a2 branco peão · b2 branco peão · c2 branco peão · d2 branco peão · f2 branco peão · g2 branco peão · h2 branco peão · a1 branco torre · b1 branco cavalo · c1 branco bispo · d1 branco rainha · e1 branco rei · h1 branco torre | 6 |
| 5 | a8 preto torre · c8 preto bispo · d8 preto rainha · e8 preto rei · f8 preto bispo · h8 preto torre · a7 preto peão · b7 preto peão · c7 preto peão · f7 branco cavalo · g7 preto peão · h7 preto peão · c6 preto cavalo · d6 preto peão · f6 preto cavalo · e5 preto peão · c4 branco bispo · e4 branco peão · a2 branco peão · b2 branco peão · c2 branco peão · d2 branco peão · f2 branco peão · g2 branco peão · h2 branco peão · a1 branco torre · b1 branco cavalo · c1 branco bispo · d1 branco rainha · e1 branco rei · h1 branco torre | a8 preto torre · c8 preto bispo · d8 preto rainha · e8 preto rei · f8 preto bispo · h8 preto torre · a7 preto peão · b7 preto peão · c7 preto peão · f7 branco cavalo · g7 preto peão · h7 preto peão · c6 preto cavalo · d6 preto peão · f6 preto cavalo · e5 preto peão · c4 branco bispo · e4 branco peão · a2 branco peão · b2 branco peão · c2 branco peão · d2 branco peão · f2 branco peão · g2 branco peão · h2 branco peão · a1 branco torre · b1 branco cavalo · c1 branco bispo · d1 branco rainha · e1 branco rei · h1 branco torre | a8 preto torre · c8 preto bispo · d8 preto rainha · e8 preto rei · f8 preto bispo · h8 preto torre · a7 preto peão · b7 preto peão · c7 preto peão · f7 branco cavalo · g7 preto peão · h7 preto peão · c6 preto cavalo · d6 preto peão · f6 preto cavalo · e5 preto peão · c4 branco bispo · e4 branco peão · a2 branco peão · b2 branco peão · c2 branco peão · d2 branco peão · f2 branco peão · g2 branco peão · h2 branco peão · a1 branco torre · b1 branco cavalo · c1 branco bispo · d1 branco rainha · e1 branco rei · h1 branco torre | a8 preto torre · c8 preto bispo · d8 preto rainha · e8 preto rei · f8 preto bispo · h8 preto torre · a7 preto peão · b7 preto peão · c7 preto peão · f7 branco cavalo · g7 preto peão · h7 preto peão · c6 preto cavalo · d6 preto peão · f6 preto cavalo · e5 preto peão · c4 branco bispo · e4 branco peão · a2 branco peão · b2 branco peão · c2 branco peão · d2 branco peão · f2 branco peão · g2 branco peão · h2 branco peão · a1 branco torre · b1 branco cavalo · c1 branco bispo · d1 branco rainha · e1 branco rei · h1 branco torre | a8 preto torre · c8 preto bispo · d8 preto rainha · e8 preto rei · f8 preto bispo · h8 preto torre · a7 preto peão · b7 preto peão · c7 preto peão · f7 branco cavalo · g7 preto peão · h7 preto peão · c6 preto cavalo · d6 preto peão · f6 preto cavalo · e5 preto peão · c4 branco bispo · e4 branco peão · a2 branco peão · b2 branco peão · c2 branco peão · d2 branco peão · f2 branco peão · g2 branco peão · h2 branco peão · a1 branco torre · b1 branco cavalo · c1 branco bispo · d1 branco rainha · e1 branco rei · h1 branco torre | a8 preto torre · c8 preto bispo · d8 preto rainha · e8 preto rei · f8 preto bispo · h8 preto torre · a7 preto peão · b7 preto peão · c7 preto peão · f7 branco cavalo · g7 preto peão · h7 preto peão · c6 preto cavalo · d6 preto peão · f6 preto cavalo · e5 preto peão · c4 branco bispo · e4 branco peão · a2 branco peão · b2 branco peão · c2 branco peão · d2 branco peão · f2 branco peão · g2 branco peão · h2 branco peão · a1 branco torre · b1 branco cavalo · c1 branco bispo · d1 branco rainha · e1 branco rei · h1 branco torre | a8 preto torre · c8 preto bispo · d8 preto rainha · e8 preto rei · f8 preto bispo · h8 preto torre · a7 preto peão · b7 preto peão · c7 preto peão · f7 branco cavalo · g7 preto peão · h7 preto peão · c6 preto cavalo · d6 preto peão · f6 preto cavalo · e5 preto peão · c4 branco bispo · e4 branco peão · a2 branco peão · b2 branco peão · c2 branco peão · d2 branco peão · f2 branco peão · g2 branco peão · h2 branco peão · a1 branco torre · b1 branco cavalo · c1 branco bispo · d1 branco rainha · e1 branco rei · h1 branco torre | a8 preto torre · c8 preto bispo · d8 preto rainha · e8 preto rei · f8 preto bispo · h8 preto torre · a7 preto peão · b7 preto peão · c7 preto peão · f7 branco cavalo · g7 preto peão · h7 preto peão · c6 preto cavalo · d6 preto peão · f6 preto cavalo · e5 preto peão · c4 branco bispo · e4 branco peão · a2 branco peão · b2 branco peão · c2 branco peão · d2 branco peão · f2 branco peão · g2 branco peão · h2 branco peão · a1 branco torre · b1 branco cavalo · c1 branco bispo · d1 branco rainha · e1 branco rei · h1 branco torre | 5 |
| 4 | a8 preto torre · c8 preto bispo · d8 preto rainha · e8 preto rei · f8 preto bispo · h8 preto torre · a7 preto peão · b7 preto peão · c7 preto peão · f7 branco cavalo · g7 preto peão · h7 preto peão · c6 preto cavalo · d6 preto peão · f6 preto cavalo · e5 preto peão · c4 branco bispo · e4 branco peão · a2 branco peão · b2 branco peão · c2 branco peão · d2 branco peão · f2 branco peão · g2 branco peão · h2 branco peão · a1 branco torre · b1 branco cavalo · c1 branco bispo · d1 branco rainha · e1 branco rei · h1 branco torre | a8 preto torre · c8 preto bispo · d8 preto rainha · e8 preto rei · f8 preto bispo · h8 preto torre · a7 preto peão · b7 preto peão · c7 preto peão · f7 branco cavalo · g7 preto peão · h7 preto peão · c6 preto cavalo · d6 preto peão · f6 preto cavalo · e5 preto peão · c4 branco bispo · e4 branco peão · a2 branco peão · b2 branco peão · c2 branco peão · d2 branco peão · f2 branco peão · g2 branco peão · h2 branco peão · a1 branco torre · b1 branco cavalo · c1 branco bispo · d1 branco rainha · e1 branco rei · h1 branco torre | a8 preto torre · c8 preto bispo · d8 preto rainha · e8 preto rei · f8 preto bispo · h8 preto torre · a7 preto peão · b7 preto peão · c7 preto peão · f7 branco cavalo · g7 preto peão · h7 preto peão · c6 preto cavalo · d6 preto peão · f6 preto cavalo · e5 preto peão · c4 branco bispo · e4 branco peão · a2 branco peão · b2 branco peão · c2 branco peão · d2 branco peão · f2 branco peão · g2 branco peão · h2 branco peão · a1 branco torre · b1 branco cavalo · c1 branco bispo · d1 branco rainha · e1 branco rei · h1 branco torre | a8 preto torre · c8 preto bispo · d8 preto rainha · e8 preto rei · f8 preto bispo · h8 preto torre · a7 preto peão · b7 preto peão · c7 preto peão · f7 branco cavalo · g7 preto peão · h7 preto peão · c6 preto cavalo · d6 preto peão · f6 preto cavalo · e5 preto peão · c4 branco bispo · e4 branco peão · a2 branco peão · b2 branco peão · c2 branco peão · d2 branco peão · f2 branco peão · g2 branco peão · h2 branco peão · a1 branco torre · b1 branco cavalo · c1 branco bispo · d1 branco rainha · e1 branco rei · h1 branco torre | a8 preto torre · c8 preto bispo · d8 preto rainha · e8 preto rei · f8 preto bispo · h8 preto torre · a7 preto peão · b7 preto peão · c7 preto peão · f7 branco cavalo · g7 preto peão · h7 preto peão · c6 preto cavalo · d6 preto peão · f6 preto cavalo · e5 preto peão · c4 branco bispo · e4 branco peão · a2 branco peão · b2 branco peão · c2 branco peão · d2 branco peão · f2 branco peão · g2 branco peão · h2 branco peão · a1 branco torre · b1 branco cavalo · c1 branco bispo · d1 branco rainha · e1 branco rei · h1 branco torre | a8 preto torre · c8 preto bispo · d8 preto rainha · e8 preto rei · f8 preto bispo · h8 preto torre · a7 preto peão · b7 preto peão · c7 preto peão · f7 branco cavalo · g7 preto peão · h7 preto peão · c6 preto cavalo · d6 preto peão · f6 preto cavalo · e5 preto peão · c4 branco bispo · e4 branco peão · a2 branco peão · b2 branco peão · c2 branco peão · d2 branco peão · f2 branco peão · g2 branco peão · h2 branco peão · a1 branco torre · b1 branco cavalo · c1 branco bispo · d1 branco rainha · e1 branco rei · h1 branco torre | a8 preto torre · c8 preto bispo · d8 preto rainha · e8 preto rei · f8 preto bispo · h8 preto torre · a7 preto peão · b7 preto peão · c7 preto peão · f7 branco cavalo · g7 preto peão · h7 preto peão · c6 preto cavalo · d6 preto peão · f6 preto cavalo · e5 preto peão · c4 branco bispo · e4 branco peão · a2 branco peão · b2 branco peão · c2 branco peão · d2 branco peão · f2 branco peão · g2 branco peão · h2 branco peão · a1 branco torre · b1 branco cavalo · c1 branco bispo · d1 branco rainha · e1 branco rei · h1 branco torre | a8 preto torre · c8 preto bispo · d8 preto rainha · e8 preto rei · f8 preto bispo · h8 preto torre · a7 preto peão · b7 preto peão · c7 preto peão · f7 branco cavalo · g7 preto peão · h7 preto peão · c6 preto cavalo · d6 preto peão · f6 preto cavalo · e5 preto peão · c4 branco bispo · e4 branco peão · a2 branco peão · b2 branco peão · c2 branco peão · d2 branco peão · f2 branco peão · g2 branco peão · h2 branco peão · a1 branco torre · b1 branco cavalo · c1 branco bispo · d1 branco rainha · e1 branco rei · h1 branco torre | 4 |
| 3 | a8 preto torre · c8 preto bispo · d8 preto rainha · e8 preto rei · f8 preto bispo · h8 preto torre · a7 preto peão · b7 preto peão · c7 preto peão · f7 branco cavalo · g7 preto peão · h7 preto peão · c6 preto cavalo · d6 preto peão · f6 preto cavalo · e5 preto peão · c4 branco bispo · e4 branco peão · a2 branco peão · b2 branco peão · c2 branco peão · d2 branco peão · f2 branco peão · g2 branco peão · h2 branco peão · a1 branco torre · b1 branco cavalo · c1 branco bispo · d1 branco rainha · e1 branco rei · h1 branco torre | a8 preto torre · c8 preto bispo · d8 preto rainha · e8 preto rei · f8 preto bispo · h8 preto torre · a7 preto peão · b7 preto peão · c7 preto peão · f7 branco cavalo · g7 preto peão · h7 preto peão · c6 preto cavalo · d6 preto peão · f6 preto cavalo · e5 preto peão · c4 branco bispo · e4 branco peão · a2 branco peão · b2 branco peão · c2 branco peão · d2 branco peão · f2 branco peão · g2 branco peão · h2 branco peão · a1 branco torre · b1 branco cavalo · c1 branco bispo · d1 branco rainha · e1 branco rei · h1 branco torre | a8 preto torre · c8 preto bispo · d8 preto rainha · e8 preto rei · f8 preto bispo · h8 preto torre · a7 preto peão · b7 preto peão · c7 preto peão · f7 branco cavalo · g7 preto peão · h7 preto peão · c6 preto cavalo · d6 preto peão · f6 preto cavalo · e5 preto peão · c4 branco bispo · e4 branco peão · a2 branco peão · b2 branco peão · c2 branco peão · d2 branco peão · f2 branco peão · g2 branco peão · h2 branco peão · a1 branco torre · b1 branco cavalo · c1 branco bispo · d1 branco rainha · e1 branco rei · h1 branco torre | a8 preto torre · c8 preto bispo · d8 preto rainha · e8 preto rei · f8 preto bispo · h8 preto torre · a7 preto peão · b7 preto peão · c7 preto peão · f7 branco cavalo · g7 preto peão · h7 preto peão · c6 preto cavalo · d6 preto peão · f6 preto cavalo · e5 preto peão · c4 branco bispo · e4 branco peão · a2 branco peão · b2 branco peão · c2 branco peão · d2 branco peão · f2 branco peão · g2 branco peão · h2 branco peão · a1 branco torre · b1 branco cavalo · c1 branco bispo · d1 branco rainha · e1 branco rei · h1 branco torre | a8 preto torre · c8 preto bispo · d8 preto rainha · e8 preto rei · f8 preto bispo · h8 preto torre · a7 preto peão · b7 preto peão · c7 preto peão · f7 branco cavalo · g7 preto peão · h7 preto peão · c6 preto cavalo · d6 preto peão · f6 preto cavalo · e5 preto peão · c4 branco bispo · e4 branco peão · a2 branco peão · b2 branco peão · c2 branco peão · d2 branco peão · f2 branco peão · g2 branco peão · h2 branco peão · a1 branco torre · b1 branco cavalo · c1 branco bispo · d1 branco rainha · e1 branco rei · h1 branco torre | a8 preto torre · c8 preto bispo · d8 preto rainha · e8 preto rei · f8 preto bispo · h8 preto torre · a7 preto peão · b7 preto peão · c7 preto peão · f7 branco cavalo · g7 preto peão · h7 preto peão · c6 preto cavalo · d6 preto peão · f6 preto cavalo · e5 preto peão · c4 branco bispo · e4 branco peão · a2 branco peão · b2 branco peão · c2 branco peão · d2 branco peão · f2 branco peão · g2 branco peão · h2 branco peão · a1 branco torre · b1 branco cavalo · c1 branco bispo · d1 branco rainha · e1 branco rei · h1 branco torre | a8 preto torre · c8 preto bispo · d8 preto rainha · e8 preto rei · f8 preto bispo · h8 preto torre · a7 preto peão · b7 preto peão · c7 preto peão · f7 branco cavalo · g7 preto peão · h7 preto peão · c6 preto cavalo · d6 preto peão · f6 preto cavalo · e5 preto peão · c4 branco bispo · e4 branco peão · a2 branco peão · b2 branco peão · c2 branco peão · d2 branco peão · f2 branco peão · g2 branco peão · h2 branco peão · a1 branco torre · b1 branco cavalo · c1 branco bispo · d1 branco rainha · e1 branco rei · h1 branco torre | a8 preto torre · c8 preto bispo · d8 preto rainha · e8 preto rei · f8 preto bispo · h8 preto torre · a7 preto peão · b7 preto peão · c7 preto peão · f7 branco cavalo · g7 preto peão · h7 preto peão · c6 preto cavalo · d6 preto peão · f6 preto cavalo · e5 preto peão · c4 branco bispo · e4 branco peão · a2 branco peão · b2 branco peão · c2 branco peão · d2 branco peão · f2 branco peão · g2 branco peão · h2 branco peão · a1 branco torre · b1 branco cavalo · c1 branco bispo · d1 branco rainha · e1 branco rei · h1 branco torre | 3 |
| 2 | a8 preto torre · c8 preto bispo · d8 preto rainha · e8 preto rei · f8 preto bispo · h8 preto torre · a7 preto peão · b7 preto peão · c7 preto peão · f7 branco cavalo · g7 preto peão · h7 preto peão · c6 preto cavalo · d6 preto peão · f6 preto cavalo · e5 preto peão · c4 branco bispo · e4 branco peão · a2 branco peão · b2 branco peão · c2 branco peão · d2 branco peão · f2 branco peão · g2 branco peão · h2 branco peão · a1 branco torre · b1 branco cavalo · c1 branco bispo · d1 branco rainha · e1 branco rei · h1 branco torre | a8 preto torre · c8 preto bispo · d8 preto rainha · e8 preto rei · f8 preto bispo · h8 preto torre · a7 preto peão · b7 preto peão · c7 preto peão · f7 branco cavalo · g7 preto peão · h7 preto peão · c6 preto cavalo · d6 preto peão · f6 preto cavalo · e5 preto peão · c4 branco bispo · e4 branco peão · a2 branco peão · b2 branco peão · c2 branco peão · d2 branco peão · f2 branco peão · g2 branco peão · h2 branco peão · a1 branco torre · b1 branco cavalo · c1 branco bispo · d1 branco rainha · e1 branco rei · h1 branco torre | a8 preto torre · c8 preto bispo · d8 preto rainha · e8 preto rei · f8 preto bispo · h8 preto torre · a7 preto peão · b7 preto peão · c7 preto peão · f7 branco cavalo · g7 preto peão · h7 preto peão · c6 preto cavalo · d6 preto peão · f6 preto cavalo · e5 preto peão · c4 branco bispo · e4 branco peão · a2 branco peão · b2 branco peão · c2 branco peão · d2 branco peão · f2 branco peão · g2 branco peão · h2 branco peão · a1 branco torre · b1 branco cavalo · c1 branco bispo · d1 branco rainha · e1 branco rei · h1 branco torre | a8 preto torre · c8 preto bispo · d8 preto rainha · e8 preto rei · f8 preto bispo · h8 preto torre · a7 preto peão · b7 preto peão · c7 preto peão · f7 branco cavalo · g7 preto peão · h7 preto peão · c6 preto cavalo · d6 preto peão · f6 preto cavalo · e5 preto peão · c4 branco bispo · e4 branco peão · a2 branco peão · b2 branco peão · c2 branco peão · d2 branco peão · f2 branco peão · g2 branco peão · h2 branco peão · a1 branco torre · b1 branco cavalo · c1 branco bispo · d1 branco rainha · e1 branco rei · h1 branco torre | a8 preto torre · c8 preto bispo · d8 preto rainha · e8 preto rei · f8 preto bispo · h8 preto torre · a7 preto peão · b7 preto peão · c7 preto peão · f7 branco cavalo · g7 preto peão · h7 preto peão · c6 preto cavalo · d6 preto peão · f6 preto cavalo · e5 preto peão · c4 branco bispo · e4 branco peão · a2 branco peão · b2 branco peão · c2 branco peão · d2 branco peão · f2 branco peão · g2 branco peão · h2 branco peão · a1 branco torre · b1 branco cavalo · c1 branco bispo · d1 branco rainha · e1 branco rei · h1 branco torre | a8 preto torre · c8 preto bispo · d8 preto rainha · e8 preto rei · f8 preto bispo · h8 preto torre · a7 preto peão · b7 preto peão · c7 preto peão · f7 branco cavalo · g7 preto peão · h7 preto peão · c6 preto cavalo · d6 preto peão · f6 preto cavalo · e5 preto peão · c4 branco bispo · e4 branco peão · a2 branco peão · b2 branco peão · c2 branco peão · d2 branco peão · f2 branco peão · g2 branco peão · h2 branco peão · a1 branco torre · b1 branco cavalo · c1 branco bispo · d1 branco rainha · e1 branco rei · h1 branco torre | a8 preto torre · c8 preto bispo · d8 preto rainha · e8 preto rei · f8 preto bispo · h8 preto torre · a7 preto peão · b7 preto peão · c7 preto peão · f7 branco cavalo · g7 preto peão · h7 preto peão · c6 preto cavalo · d6 preto peão · f6 preto cavalo · e5 preto peão · c4 branco bispo · e4 branco peão · a2 branco peão · b2 branco peão · c2 branco peão · d2 branco peão · f2 branco peão · g2 branco peão · h2 branco peão · a1 branco torre · b1 branco cavalo · c1 branco bispo · d1 branco rainha · e1 branco rei · h1 branco torre | a8 preto torre · c8 preto bispo · d8 preto rainha · e8 preto rei · f8 preto bispo · h8 preto torre · a7 preto peão · b7 preto peão · c7 preto peão · f7 branco cavalo · g7 preto peão · h7 preto peão · c6 preto cavalo · d6 preto peão · f6 preto cavalo · e5 preto peão · c4 branco bispo · e4 branco peão · a2 branco peão · b2 branco peão · c2 branco peão · d2 branco peão · f2 branco peão · g2 branco peão · h2 branco peão · a1 branco torre · b1 branco cavalo · c1 branco bispo · d1 branco rainha · e1 branco rei · h1 branco torre | 2 |
| 1 | a8 preto torre · c8 preto bispo · d8 preto rainha · e8 preto rei · f8 preto bispo · h8 preto torre · a7 preto peão · b7 preto peão · c7 preto peão · f7 branco cavalo · g7 preto peão · h7 preto peão · c6 preto cavalo · d6 preto peão · f6 preto cavalo · e5 preto peão · c4 branco bispo · e4 branco peão · a2 branco peão · b2 branco peão · c2 branco peão · d2 branco peão · f2 branco peão · g2 branco peão · h2 branco peão · a1 branco torre · b1 branco cavalo · c1 branco bispo · d1 branco rainha · e1 branco rei · h1 branco torre | a8 preto torre · c8 preto bispo · d8 preto rainha · e8 preto rei · f8 preto bispo · h8 preto torre · a7 preto peão · b7 preto peão · c7 preto peão · f7 branco cavalo · g7 preto peão · h7 preto peão · c6 preto cavalo · d6 preto peão · f6 preto cavalo · e5 preto peão · c4 branco bispo · e4 branco peão · a2 branco peão · b2 branco peão · c2 branco peão · d2 branco peão · f2 branco peão · g2 branco peão · h2 branco peão · a1 branco torre · b1 branco cavalo · c1 branco bispo · d1 branco rainha · e1 branco rei · h1 branco torre | a8 preto torre · c8 preto bispo · d8 preto rainha · e8 preto rei · f8 preto bispo · h8 preto torre · a7 preto peão · b7 preto peão · c7 preto peão · f7 branco cavalo · g7 preto peão · h7 preto peão · c6 preto cavalo · d6 preto peão · f6 preto cavalo · e5 preto peão · c4 branco bispo · e4 branco peão · a2 branco peão · b2 branco peão · c2 branco peão · d2 branco peão · f2 branco peão · g2 branco peão · h2 branco peão · a1 branco torre · b1 branco cavalo · c1 branco bispo · d1 branco rainha · e1 branco rei · h1 branco torre | a8 preto torre · c8 preto bispo · d8 preto rainha · e8 preto rei · f8 preto bispo · h8 preto torre · a7 preto peão · b7 preto peão · c7 preto peão · f7 branco cavalo · g7 preto peão · h7 preto peão · c6 preto cavalo · d6 preto peão · f6 preto cavalo · e5 preto peão · c4 branco bispo · e4 branco peão · a2 branco peão · b2 branco peão · c2 branco peão · d2 branco peão · f2 branco peão · g2 branco peão · h2 branco peão · a1 branco torre · b1 branco cavalo · c1 branco bispo · d1 branco rainha · e1 branco rei · h1 branco torre | a8 preto torre · c8 preto bispo · d8 preto rainha · e8 preto rei · f8 preto bispo · h8 preto torre · a7 preto peão · b7 preto peão · c7 preto peão · f7 branco cavalo · g7 preto peão · h7 preto peão · c6 preto cavalo · d6 preto peão · f6 preto cavalo · e5 preto peão · c4 branco bispo · e4 branco peão · a2 branco peão · b2 branco peão · c2 branco peão · d2 branco peão · f2 branco peão · g2 branco peão · h2 branco peão · a1 branco torre · b1 branco cavalo · c1 branco bispo · d1 branco rainha · e1 branco rei · h1 branco torre | a8 preto torre · c8 preto bispo · d8 preto rainha · e8 preto rei · f8 preto bispo · h8 preto torre · a7 preto peão · b7 preto peão · c7 preto peão · f7 branco cavalo · g7 preto peão · h7 preto peão · c6 preto cavalo · d6 preto peão · f6 preto cavalo · e5 preto peão · c4 branco bispo · e4 branco peão · a2 branco peão · b2 branco peão · c2 branco peão · d2 branco peão · f2 branco peão · g2 branco peão · h2 branco peão · a1 branco torre · b1 branco cavalo · c1 branco bispo · d1 branco rainha · e1 branco rei · h1 branco torre | a8 preto torre · c8 preto bispo · d8 preto rainha · e8 preto rei · f8 preto bispo · h8 preto torre · a7 preto peão · b7 preto peão · c7 preto peão · f7 branco cavalo · g7 preto peão · h7 preto peão · c6 preto cavalo · d6 preto peão · f6 preto cavalo · e5 preto peão · c4 branco bispo · e4 branco peão · a2 branco peão · b2 branco peão · c2 branco peão · d2 branco peão · f2 branco peão · g2 branco peão · h2 branco peão · a1 branco torre · b1 branco cavalo · c1 branco bispo · d1 branco rainha · e1 branco rei · h1 branco torre | a8 preto torre · c8 preto bispo · d8 preto rainha · e8 preto rei · f8 preto bispo · h8 preto torre · a7 preto peão · b7 preto peão · c7 preto peão · f7 branco cavalo · g7 preto peão · h7 preto peão · c6 preto cavalo · d6 preto peão · f6 preto cavalo · e5 preto peão · c4 branco bispo · e4 branco peão · a2 branco peão · b2 branco peão · c2 branco peão · d2 branco peão · f2 branco peão · g2 branco peão · h2 branco peão · a1 branco torre · b1 branco cavalo · c1 branco bispo · d1 branco rainha · e1 branco rei · h1 branco torre | 1 |
|   | a | b | c | d | e | f | g | h |   |

O Garfo, no jogo de xadrez, é uma tática utilizada para capturar peças através de um ataque bilateral.  Qualquer peça pode  garfar as peças adversárias, entretanto talvez os mais comuns sejam os de cavalo uma vez que, numa situação de garfo, apenas um cavalo adversário pode revidar o ataque ao cavalo atacante. Apesar de não ser obrigatório, o garfo pode surgir de uma variação tática de outra jogada como o sacrifício ou a isca.  Neste casos os movimentos são denominados combinações, pois envolvem o uso de duas táticas diferentes com um só propósito, o ganho de material.

## Garfos de cavalo
|   | a | b | c | d | e | f | g | h |   |
| 8 | a8 preto torre · c8 preto bispo · d8 preto rainha · e8 preto rei · f8 preto bispo · h8 preto torre · b7 preto peão · c7 branco cavalo · d7 preto peão · f7 preto peão · g7 preto peão · h7 preto peão · a6 preto peão · c6 preto cavalo · f6 preto cavalo · d4 preto peão · e4 branco peão · f4 branco bispo · a2 branco peão · b2 branco peão · c2 branco peão · f2 branco peão · g2 branco peão · h2 branco peão · a1 branco torre · d1 branco rainha · e1 branco rei · f1 branco bispo · g1 branco cavalo · h1 branco torre | a8 preto torre · c8 preto bispo · d8 preto rainha · e8 preto rei · f8 preto bispo · h8 preto torre · b7 preto peão · c7 branco cavalo · d7 preto peão · f7 preto peão · g7 preto peão · h7 preto peão · a6 preto peão · c6 preto cavalo · f6 preto cavalo · d4 preto peão · e4 branco peão · f4 branco bispo · a2 branco peão · b2 branco peão · c2 branco peão · f2 branco peão · g2 branco peão · h2 branco peão · a1 branco torre · d1 branco rainha · e1 branco rei · f1 branco bispo · g1 branco cavalo · h1 branco torre | a8 preto torre · c8 preto bispo · d8 preto rainha · e8 preto rei · f8 preto bispo · h8 preto torre · b7 preto peão · c7 branco cavalo · d7 preto peão · f7 preto peão · g7 preto peão · h7 preto peão · a6 preto peão · c6 preto cavalo · f6 preto cavalo · d4 preto peão · e4 branco peão · f4 branco bispo · a2 branco peão · b2 branco peão · c2 branco peão · f2 branco peão · g2 branco peão · h2 branco peão · a1 branco torre · d1 branco rainha · e1 branco rei · f1 branco bispo · g1 branco cavalo · h1 branco torre | a8 preto torre · c8 preto bispo · d8 preto rainha · e8 preto rei · f8 preto bispo · h8 preto torre · b7 preto peão · c7 branco cavalo · d7 preto peão · f7 preto peão · g7 preto peão · h7 preto peão · a6 preto peão · c6 preto cavalo · f6 preto cavalo · d4 preto peão · e4 branco peão · f4 branco bispo · a2 branco peão · b2 branco peão · c2 branco peão · f2 branco peão · g2 branco peão · h2 branco peão · a1 branco torre · d1 branco rainha · e1 branco rei · f1 branco bispo · g1 branco cavalo · h1 branco torre | a8 preto torre · c8 preto bispo · d8 preto rainha · e8 preto rei · f8 preto bispo · h8 preto torre · b7 preto peão · c7 branco cavalo · d7 preto peão · f7 preto peão · g7 preto peão · h7 preto peão · a6 preto peão · c6 preto cavalo · f6 preto cavalo · d4 preto peão · e4 branco peão · f4 branco bispo · a2 branco peão · b2 branco peão · c2 branco peão · f2 branco peão · g2 branco peão · h2 branco peão · a1 branco torre · d1 branco rainha · e1 branco rei · f1 branco bispo · g1 branco cavalo · h1 branco torre | a8 preto torre · c8 preto bispo · d8 preto rainha · e8 preto rei · f8 preto bispo · h8 preto torre · b7 preto peão · c7 branco cavalo · d7 preto peão · f7 preto peão · g7 preto peão · h7 preto peão · a6 preto peão · c6 preto cavalo · f6 preto cavalo · d4 preto peão · e4 branco peão · f4 branco bispo · a2 branco peão · b2 branco peão · c2 branco peão · f2 branco peão · g2 branco peão · h2 branco peão · a1 branco torre · d1 branco rainha · e1 branco rei · f1 branco bispo · g1 branco cavalo · h1 branco torre | a8 preto torre · c8 preto bispo · d8 preto rainha · e8 preto rei · f8 preto bispo · h8 preto torre · b7 preto peão · c7 branco cavalo · d7 preto peão · f7 preto peão · g7 preto peão · h7 preto peão · a6 preto peão · c6 preto cavalo · f6 preto cavalo · d4 preto peão · e4 branco peão · f4 branco bispo · a2 branco peão · b2 branco peão · c2 branco peão · f2 branco peão · g2 branco peão · h2 branco peão · a1 branco torre · d1 branco rainha · e1 branco rei · f1 branco bispo · g1 branco cavalo · h1 branco torre | a8 preto torre · c8 preto bispo · d8 preto rainha · e8 preto rei · f8 preto bispo · h8 preto torre · b7 preto peão · c7 branco cavalo · d7 preto peão · f7 preto peão · g7 preto peão · h7 preto peão · a6 preto peão · c6 preto cavalo · f6 preto cavalo · d4 preto peão · e4 branco peão · f4 branco bispo · a2 branco peão · b2 branco peão · c2 branco peão · f2 branco peão · g2 branco peão · h2 branco peão · a1 branco torre · d1 branco rainha · e1 branco rei · f1 branco bispo · g1 branco cavalo · h1 branco torre | 8 |
| 7 | a8 preto torre · c8 preto bispo · d8 preto rainha · e8 preto rei · f8 preto bispo · h8 preto torre · b7 preto peão · c7 branco cavalo · d7 preto peão · f7 preto peão · g7 preto peão · h7 preto peão · a6 preto peão · c6 preto cavalo · f6 preto cavalo · d4 preto peão · e4 branco peão · f4 branco bispo · a2 branco peão · b2 branco peão · c2 branco peão · f2 branco peão · g2 branco peão · h2 branco peão · a1 branco torre · d1 branco rainha · e1 branco rei · f1 branco bispo · g1 branco cavalo · h1 branco torre | a8 preto torre · c8 preto bispo · d8 preto rainha · e8 preto rei · f8 preto bispo · h8 preto torre · b7 preto peão · c7 branco cavalo · d7 preto peão · f7 preto peão · g7 preto peão · h7 preto peão · a6 preto peão · c6 preto cavalo · f6 preto cavalo · d4 preto peão · e4 branco peão · f4 branco bispo · a2 branco peão · b2 branco peão · c2 branco peão · f2 branco peão · g2 branco peão · h2 branco peão · a1 branco torre · d1 branco rainha · e1 branco rei · f1 branco bispo · g1 branco cavalo · h1 branco torre | a8 preto torre · c8 preto bispo · d8 preto rainha · e8 preto rei · f8 preto bispo · h8 preto torre · b7 preto peão · c7 branco cavalo · d7 preto peão · f7 preto peão · g7 preto peão · h7 preto peão · a6 preto peão · c6 preto cavalo · f6 preto cavalo · d4 preto peão · e4 branco peão · f4 branco bispo · a2 branco peão · b2 branco peão · c2 branco peão · f2 branco peão · g2 branco peão · h2 branco peão · a1 branco torre · d1 branco rainha · e1 branco rei · f1 branco bispo · g1 branco cavalo · h1 branco torre | a8 preto torre · c8 preto bispo · d8 preto rainha · e8 preto rei · f8 preto bispo · h8 preto torre · b7 preto peão · c7 branco cavalo · d7 preto peão · f7 preto peão · g7 preto peão · h7 preto peão · a6 preto peão · c6 preto cavalo · f6 preto cavalo · d4 preto peão · e4 branco peão · f4 branco bispo · a2 branco peão · b2 branco peão · c2 branco peão · f2 branco peão · g2 branco peão · h2 branco peão · a1 branco torre · d1 branco rainha · e1 branco rei · f1 branco bispo · g1 branco cavalo · h1 branco torre | a8 preto torre · c8 preto bispo · d8 preto rainha · e8 preto rei · f8 preto bispo · h8 preto torre · b7 preto peão · c7 branco cavalo · d7 preto peão · f7 preto peão · g7 preto peão · h7 preto peão · a6 preto peão · c6 preto cavalo · f6 preto cavalo · d4 preto peão · e4 branco peão · f4 branco bispo · a2 branco peão · b2 branco peão · c2 branco peão · f2 branco peão · g2 branco peão · h2 branco peão · a1 branco torre · d1 branco rainha · e1 branco rei · f1 branco bispo · g1 branco cavalo · h1 branco torre | a8 preto torre · c8 preto bispo · d8 preto rainha · e8 preto rei · f8 preto bispo · h8 preto torre · b7 preto peão · c7 branco cavalo · d7 preto peão · f7 preto peão · g7 preto peão · h7 preto peão · a6 preto peão · c6 preto cavalo · f6 preto cavalo · d4 preto peão · e4 branco peão · f4 branco bispo · a2 branco peão · b2 branco peão · c2 branco peão · f2 branco peão · g2 branco peão · h2 branco peão · a1 branco torre · d1 branco rainha · e1 branco rei · f1 branco bispo · g1 branco cavalo · h1 branco torre | a8 preto torre · c8 preto bispo · d8 preto rainha · e8 preto rei · f8 preto bispo · h8 preto torre · b7 preto peão · c7 branco cavalo · d7 preto peão · f7 preto peão · g7 preto peão · h7 preto peão · a6 preto peão · c6 preto cavalo · f6 preto cavalo · d4 preto peão · e4 branco peão · f4 branco bispo · a2 branco peão · b2 branco peão · c2 branco peão · f2 branco peão · g2 branco peão · h2 branco peão · a1 branco torre · d1 branco rainha · e1 branco rei · f1 branco bispo · g1 branco cavalo · h1 branco torre | a8 preto torre · c8 preto bispo · d8 preto rainha · e8 preto rei · f8 preto bispo · h8 preto torre · b7 preto peão · c7 branco cavalo · d7 preto peão · f7 preto peão · g7 preto peão · h7 preto peão · a6 preto peão · c6 preto cavalo · f6 preto cavalo · d4 preto peão · e4 branco peão · f4 branco bispo · a2 branco peão · b2 branco peão · c2 branco peão · f2 branco peão · g2 branco peão · h2 branco peão · a1 branco torre · d1 branco rainha · e1 branco rei · f1 branco bispo · g1 branco cavalo · h1 branco torre | 7 |
| 6 | a8 preto torre · c8 preto bispo · d8 preto rainha · e8 preto rei · f8 preto bispo · h8 preto torre · b7 preto peão · c7 branco cavalo · d7 preto peão · f7 preto peão · g7 preto peão · h7 preto peão · a6 preto peão · c6 preto cavalo · f6 preto cavalo · d4 preto peão · e4 branco peão · f4 branco bispo · a2 branco peão · b2 branco peão · c2 branco peão · f2 branco peão · g2 branco peão · h2 branco peão · a1 branco torre · d1 branco rainha · e1 branco rei · f1 branco bispo · g1 branco cavalo · h1 branco torre | a8 preto torre · c8 preto bispo · d8 preto rainha · e8 preto rei · f8 preto bispo · h8 preto torre · b7 preto peão · c7 branco cavalo · d7 preto peão · f7 preto peão · g7 preto peão · h7 preto peão · a6 preto peão · c6 preto cavalo · f6 preto cavalo · d4 preto peão · e4 branco peão · f4 branco bispo · a2 branco peão · b2 branco peão · c2 branco peão · f2 branco peão · g2 branco peão · h2 branco peão · a1 branco torre · d1 branco rainha · e1 branco rei · f1 branco bispo · g1 branco cavalo · h1 branco torre | a8 preto torre · c8 preto bispo · d8 preto rainha · e8 preto rei · f8 preto bispo · h8 preto torre · b7 preto peão · c7 branco cavalo · d7 preto peão · f7 preto peão · g7 preto peão · h7 preto peão · a6 preto peão · c6 preto cavalo · f6 preto cavalo · d4 preto peão · e4 branco peão · f4 branco bispo · a2 branco peão · b2 branco peão · c2 branco peão · f2 branco peão · g2 branco peão · h2 branco peão · a1 branco torre · d1 branco rainha · e1 branco rei · f1 branco bispo · g1 branco cavalo · h1 branco torre | a8 preto torre · c8 preto bispo · d8 preto rainha · e8 preto rei · f8 preto bispo · h8 preto torre · b7 preto peão · c7 branco cavalo · d7 preto peão · f7 preto peão · g7 preto peão · h7 preto peão · a6 preto peão · c6 preto cavalo · f6 preto cavalo · d4 preto peão · e4 branco peão · f4 branco bispo · a2 branco peão · b2 branco peão · c2 branco peão · f2 branco peão · g2 branco peão · h2 branco peão · a1 branco torre · d1 branco rainha · e1 branco rei · f1 branco bispo · g1 branco cavalo · h1 branco torre | a8 preto torre · c8 preto bispo · d8 preto rainha · e8 preto rei · f8 preto bispo · h8 preto torre · b7 preto peão · c7 branco cavalo · d7 preto peão · f7 preto peão · g7 preto peão · h7 preto peão · a6 preto peão · c6 preto cavalo · f6 preto cavalo · d4 preto peão · e4 branco peão · f4 branco bispo · a2 branco peão · b2 branco peão · c2 branco peão · f2 branco peão · g2 branco peão · h2 branco peão · a1 branco torre · d1 branco rainha · e1 branco rei · f1 branco bispo · g1 branco cavalo · h1 branco torre | a8 preto torre · c8 preto bispo · d8 preto rainha · e8 preto rei · f8 preto bispo · h8 preto torre · b7 preto peão · c7 branco cavalo · d7 preto peão · f7 preto peão · g7 preto peão · h7 preto peão · a6 preto peão · c6 preto cavalo · f6 preto cavalo · d4 preto peão · e4 branco peão · f4 branco bispo · a2 branco peão · b2 branco peão · c2 branco peão · f2 branco peão · g2 branco peão · h2 branco peão · a1 branco torre · d1 branco rainha · e1 branco rei · f1 branco bispo · g1 branco cavalo · h1 branco torre | a8 preto torre · c8 preto bispo · d8 preto rainha · e8 preto rei · f8 preto bispo · h8 preto torre · b7 preto peão · c7 branco cavalo · d7 preto peão · f7 preto peão · g7 preto peão · h7 preto peão · a6 preto peão · c6 preto cavalo · f6 preto cavalo · d4 preto peão · e4 branco peão · f4 branco bispo · a2 branco peão · b2 branco peão · c2 branco peão · f2 branco peão · g2 branco peão · h2 branco peão · a1 branco torre · d1 branco rainha · e1 branco rei · f1 branco bispo · g1 branco cavalo · h1 branco torre | a8 preto torre · c8 preto bispo · d8 preto rainha · e8 preto rei · f8 preto bispo · h8 preto torre · b7 preto peão · c7 branco cavalo · d7 preto peão · f7 preto peão · g7 preto peão · h7 preto peão · a6 preto peão · c6 preto cavalo · f6 preto cavalo · d4 preto peão · e4 branco peão · f4 branco bispo · a2 branco peão · b2 branco peão · c2 branco peão · f2 branco peão · g2 branco peão · h2 branco peão · a1 branco torre · d1 branco rainha · e1 branco rei · f1 branco bispo · g1 branco cavalo · h1 branco torre | 6 |
| 5 | a8 preto torre · c8 preto bispo · d8 preto rainha · e8 preto rei · f8 preto bispo · h8 preto torre · b7 preto peão · c7 branco cavalo · d7 preto peão · f7 preto peão · g7 preto peão · h7 preto peão · a6 preto peão · c6 preto cavalo · f6 preto cavalo · d4 preto peão · e4 branco peão · f4 branco bispo · a2 branco peão · b2 branco peão · c2 branco peão · f2 branco peão · g2 branco peão · h2 branco peão · a1 branco torre · d1 branco rainha · e1 branco rei · f1 branco bispo · g1 branco cavalo · h1 branco torre | a8 preto torre · c8 preto bispo · d8 preto rainha · e8 preto rei · f8 preto bispo · h8 preto torre · b7 preto peão · c7 branco cavalo · d7 preto peão · f7 preto peão · g7 preto peão · h7 preto peão · a6 preto peão · c6 preto cavalo · f6 preto cavalo · d4 preto peão · e4 branco peão · f4 branco bispo · a2 branco peão · b2 branco peão · c2 branco peão · f2 branco peão · g2 branco peão · h2 branco peão · a1 branco torre · d1 branco rainha · e1 branco rei · f1 branco bispo · g1 branco cavalo · h1 branco torre | a8 preto torre · c8 preto bispo · d8 preto rainha · e8 preto rei · f8 preto bispo · h8 preto torre · b7 preto peão · c7 branco cavalo · d7 preto peão · f7 preto peão · g7 preto peão · h7 preto peão · a6 preto peão · c6 preto cavalo · f6 preto cavalo · d4 preto peão · e4 branco peão · f4 branco bispo · a2 branco peão · b2 branco peão · c2 branco peão · f2 branco peão · g2 branco peão · h2 branco peão · a1 branco torre · d1 branco rainha · e1 branco rei · f1 branco bispo · g1 branco cavalo · h1 branco torre | a8 preto torre · c8 preto bispo · d8 preto rainha · e8 preto rei · f8 preto bispo · h8 preto torre · b7 preto peão · c7 branco cavalo · d7 preto peão · f7 preto peão · g7 preto peão · h7 preto peão · a6 preto peão · c6 preto cavalo · f6 preto cavalo · d4 preto peão · e4 branco peão · f4 branco bispo · a2 branco peão · b2 branco peão · c2 branco peão · f2 branco peão · g2 branco peão · h2 branco peão · a1 branco torre · d1 branco rainha · e1 branco rei · f1 branco bispo · g1 branco cavalo · h1 branco torre | a8 preto torre · c8 preto bispo · d8 preto rainha · e8 preto rei · f8 preto bispo · h8 preto torre · b7 preto peão · c7 branco cavalo · d7 preto peão · f7 preto peão · g7 preto peão · h7 preto peão · a6 preto peão · c6 preto cavalo · f6 preto cavalo · d4 preto peão · e4 branco peão · f4 branco bispo · a2 branco peão · b2 branco peão · c2 branco peão · f2 branco peão · g2 branco peão · h2 branco peão · a1 branco torre · d1 branco rainha · e1 branco rei · f1 branco bispo · g1 branco cavalo · h1 branco torre | a8 preto torre · c8 preto bispo · d8 preto rainha · e8 preto rei · f8 preto bispo · h8 preto torre · b7 preto peão · c7 branco cavalo · d7 preto peão · f7 preto peão · g7 preto peão · h7 preto peão · a6 preto peão · c6 preto cavalo · f6 preto cavalo · d4 preto peão · e4 branco peão · f4 branco bispo · a2 branco peão · b2 branco peão · c2 branco peão · f2 branco peão · g2 branco peão · h2 branco peão · a1 branco torre · d1 branco rainha · e1 branco rei · f1 branco bispo · g1 branco cavalo · h1 branco torre | a8 preto torre · c8 preto bispo · d8 preto rainha · e8 preto rei · f8 preto bispo · h8 preto torre · b7 preto peão · c7 branco cavalo · d7 preto peão · f7 preto peão · g7 preto peão · h7 preto peão · a6 preto peão · c6 preto cavalo · f6 preto cavalo · d4 preto peão · e4 branco peão · f4 branco bispo · a2 branco peão · b2 branco peão · c2 branco peão · f2 branco peão · g2 branco peão · h2 branco peão · a1 branco torre · d1 branco rainha · e1 branco rei · f1 branco bispo · g1 branco cavalo · h1 branco torre | a8 preto torre · c8 preto bispo · d8 preto rainha · e8 preto rei · f8 preto bispo · h8 preto torre · b7 preto peão · c7 branco cavalo · d7 preto peão · f7 preto peão · g7 preto peão · h7 preto peão · a6 preto peão · c6 preto cavalo · f6 preto cavalo · d4 preto peão · e4 branco peão · f4 branco bispo · a2 branco peão · b2 branco peão · c2 branco peão · f2 branco peão · g2 branco peão · h2 branco peão · a1 branco torre · d1 branco rainha · e1 branco rei · f1 branco bispo · g1 branco cavalo · h1 branco torre | 5 |
| 4 | a8 preto torre · c8 preto bispo · d8 preto rainha · e8 preto rei · f8 preto bispo · h8 preto torre · b7 preto peão · c7 branco cavalo · d7 preto peão · f7 preto peão · g7 preto peão · h7 preto peão · a6 preto peão · c6 preto cavalo · f6 preto cavalo · d4 preto peão · e4 branco peão · f4 branco bispo · a2 branco peão · b2 branco peão · c2 branco peão · f2 branco peão · g2 branco peão · h2 branco peão · a1 branco torre · d1 branco rainha · e1 branco rei · f1 branco bispo · g1 branco cavalo · h1 branco torre | a8 preto torre · c8 preto bispo · d8 preto rainha · e8 preto rei · f8 preto bispo · h8 preto torre · b7 preto peão · c7 branco cavalo · d7 preto peão · f7 preto peão · g7 preto peão · h7 preto peão · a6 preto peão · c6 preto cavalo · f6 preto cavalo · d4 preto peão · e4 branco peão · f4 branco bispo · a2 branco peão · b2 branco peão · c2 branco peão · f2 branco peão · g2 branco peão · h2 branco peão · a1 branco torre · d1 branco rainha · e1 branco rei · f1 branco bispo · g1 branco cavalo · h1 branco torre | a8 preto torre · c8 preto bispo · d8 preto rainha · e8 preto rei · f8 preto bispo · h8 preto torre · b7 preto peão · c7 branco cavalo · d7 preto peão · f7 preto peão · g7 preto peão · h7 preto peão · a6 preto peão · c6 preto cavalo · f6 preto cavalo · d4 preto peão · e4 branco peão · f4 branco bispo · a2 branco peão · b2 branco peão · c2 branco peão · f2 branco peão · g2 branco peão · h2 branco peão · a1 branco torre · d1 branco rainha · e1 branco rei · f1 branco bispo · g1 branco cavalo · h1 branco torre | a8 preto torre · c8 preto bispo · d8 preto rainha · e8 preto rei · f8 preto bispo · h8 preto torre · b7 preto peão · c7 branco cavalo · d7 preto peão · f7 preto peão · g7 preto peão · h7 preto peão · a6 preto peão · c6 preto cavalo · f6 preto cavalo · d4 preto peão · e4 branco peão · f4 branco bispo · a2 branco peão · b2 branco peão · c2 branco peão · f2 branco peão · g2 branco peão · h2 branco peão · a1 branco torre · d1 branco rainha · e1 branco rei · f1 branco bispo · g1 branco cavalo · h1 branco torre | a8 preto torre · c8 preto bispo · d8 preto rainha · e8 preto rei · f8 preto bispo · h8 preto torre · b7 preto peão · c7 branco cavalo · d7 preto peão · f7 preto peão · g7 preto peão · h7 preto peão · a6 preto peão · c6 preto cavalo · f6 preto cavalo · d4 preto peão · e4 branco peão · f4 branco bispo · a2 branco peão · b2 branco peão · c2 branco peão · f2 branco peão · g2 branco peão · h2 branco peão · a1 branco torre · d1 branco rainha · e1 branco rei · f1 branco bispo · g1 branco cavalo · h1 branco torre | a8 preto torre · c8 preto bispo · d8 preto rainha · e8 preto rei · f8 preto bispo · h8 preto torre · b7 preto peão · c7 branco cavalo · d7 preto peão · f7 preto peão · g7 preto peão · h7 preto peão · a6 preto peão · c6 preto cavalo · f6 preto cavalo · d4 preto peão · e4 branco peão · f4 branco bispo · a2 branco peão · b2 branco peão · c2 branco peão · f2 branco peão · g2 branco peão · h2 branco peão · a1 branco torre · d1 branco rainha · e1 branco rei · f1 branco bispo · g1 branco cavalo · h1 branco torre | a8 preto torre · c8 preto bispo · d8 preto rainha · e8 preto rei · f8 preto bispo · h8 preto torre · b7 preto peão · c7 branco cavalo · d7 preto peão · f7 preto peão · g7 preto peão · h7 preto peão · a6 preto peão · c6 preto cavalo · f6 preto cavalo · d4 preto peão · e4 branco peão · f4 branco bispo · a2 branco peão · b2 branco peão · c2 branco peão · f2 branco peão · g2 branco peão · h2 branco peão · a1 branco torre · d1 branco rainha · e1 branco rei · f1 branco bispo · g1 branco cavalo · h1 branco torre | a8 preto torre · c8 preto bispo · d8 preto rainha · e8 preto rei · f8 preto bispo · h8 preto torre · b7 preto peão · c7 branco cavalo · d7 preto peão · f7 preto peão · g7 preto peão · h7 preto peão · a6 preto peão · c6 preto cavalo · f6 preto cavalo · d4 preto peão · e4 branco peão · f4 branco bispo · a2 branco peão · b2 branco peão · c2 branco peão · f2 branco peão · g2 branco peão · h2 branco peão · a1 branco torre · d1 branco rainha · e1 branco rei · f1 branco bispo · g1 branco cavalo · h1 branco torre | 4 |
| 3 | a8 preto torre · c8 preto bispo · d8 preto rainha · e8 preto rei · f8 preto bispo · h8 preto torre · b7 preto peão · c7 branco cavalo · d7 preto peão · f7 preto peão · g7 preto peão · h7 preto peão · a6 preto peão · c6 preto cavalo · f6 preto cavalo · d4 preto peão · e4 branco peão · f4 branco bispo · a2 branco peão · b2 branco peão · c2 branco peão · f2 branco peão · g2 branco peão · h2 branco peão · a1 branco torre · d1 branco rainha · e1 branco rei · f1 branco bispo · g1 branco cavalo · h1 branco torre | a8 preto torre · c8 preto bispo · d8 preto rainha · e8 preto rei · f8 preto bispo · h8 preto torre · b7 preto peão · c7 branco cavalo · d7 preto peão · f7 preto peão · g7 preto peão · h7 preto peão · a6 preto peão · c6 preto cavalo · f6 preto cavalo · d4 preto peão · e4 branco peão · f4 branco bispo · a2 branco peão · b2 branco peão · c2 branco peão · f2 branco peão · g2 branco peão · h2 branco peão · a1 branco torre · d1 branco rainha · e1 branco rei · f1 branco bispo · g1 branco cavalo · h1 branco torre | a8 preto torre · c8 preto bispo · d8 preto rainha · e8 preto rei · f8 preto bispo · h8 preto torre · b7 preto peão · c7 branco cavalo · d7 preto peão · f7 preto peão · g7 preto peão · h7 preto peão · a6 preto peão · c6 preto cavalo · f6 preto cavalo · d4 preto peão · e4 branco peão · f4 branco bispo · a2 branco peão · b2 branco peão · c2 branco peão · f2 branco peão · g2 branco peão · h2 branco peão · a1 branco torre · d1 branco rainha · e1 branco rei · f1 branco bispo · g1 branco cavalo · h1 branco torre | a8 preto torre · c8 preto bispo · d8 preto rainha · e8 preto rei · f8 preto bispo · h8 preto torre · b7 preto peão · c7 branco cavalo · d7 preto peão · f7 preto peão · g7 preto peão · h7 preto peão · a6 preto peão · c6 preto cavalo · f6 preto cavalo · d4 preto peão · e4 branco peão · f4 branco bispo · a2 branco peão · b2 branco peão · c2 branco peão · f2 branco peão · g2 branco peão · h2 branco peão · a1 branco torre · d1 branco rainha · e1 branco rei · f1 branco bispo · g1 branco cavalo · h1 branco torre | a8 preto torre · c8 preto bispo · d8 preto rainha · e8 preto rei · f8 preto bispo · h8 preto torre · b7 preto peão · c7 branco cavalo · d7 preto peão · f7 preto peão · g7 preto peão · h7 preto peão · a6 preto peão · c6 preto cavalo · f6 preto cavalo · d4 preto peão · e4 branco peão · f4 branco bispo · a2 branco peão · b2 branco peão · c2 branco peão · f2 branco peão · g2 branco peão · h2 branco peão · a1 branco torre · d1 branco rainha · e1 branco rei · f1 branco bispo · g1 branco cavalo · h1 branco torre | a8 preto torre · c8 preto bispo · d8 preto rainha · e8 preto rei · f8 preto bispo · h8 preto torre · b7 preto peão · c7 branco cavalo · d7 preto peão · f7 preto peão · g7 preto peão · h7 preto peão · a6 preto peão · c6 preto cavalo · f6 preto cavalo · d4 preto peão · e4 branco peão · f4 branco bispo · a2 branco peão · b2 branco peão · c2 branco peão · f2 branco peão · g2 branco peão · h2 branco peão · a1 branco torre · d1 branco rainha · e1 branco rei · f1 branco bispo · g1 branco cavalo · h1 branco torre | a8 preto torre · c8 preto bispo · d8 preto rainha · e8 preto rei · f8 preto bispo · h8 preto torre · b7 preto peão · c7 branco cavalo · d7 preto peão · f7 preto peão · g7 preto peão · h7 preto peão · a6 preto peão · c6 preto cavalo · f6 preto cavalo · d4 preto peão · e4 branco peão · f4 branco bispo · a2 branco peão · b2 branco peão · c2 branco peão · f2 branco peão · g2 branco peão · h2 branco peão · a1 branco torre · d1 branco rainha · e1 branco rei · f1 branco bispo · g1 branco cavalo · h1 branco torre | a8 preto torre · c8 preto bispo · d8 preto rainha · e8 preto rei · f8 preto bispo · h8 preto torre · b7 preto peão · c7 branco cavalo · d7 preto peão · f7 preto peão · g7 preto peão · h7 preto peão · a6 preto peão · c6 preto cavalo · f6 preto cavalo · d4 preto peão · e4 branco peão · f4 branco bispo · a2 branco peão · b2 branco peão · c2 branco peão · f2 branco peão · g2 branco peão · h2 branco peão · a1 branco torre · d1 branco rainha · e1 branco rei · f1 branco bispo · g1 branco cavalo · h1 branco torre | 3 |
| 2 | a8 preto torre · c8 preto bispo · d8 preto rainha · e8 preto rei · f8 preto bispo · h8 preto torre · b7 preto peão · c7 branco cavalo · d7 preto peão · f7 preto peão · g7 preto peão · h7 preto peão · a6 preto peão · c6 preto cavalo · f6 preto cavalo · d4 preto peão · e4 branco peão · f4 branco bispo · a2 branco peão · b2 branco peão · c2 branco peão · f2 branco peão · g2 branco peão · h2 branco peão · a1 branco torre · d1 branco rainha · e1 branco rei · f1 branco bispo · g1 branco cavalo · h1 branco torre | a8 preto torre · c8 preto bispo · d8 preto rainha · e8 preto rei · f8 preto bispo · h8 preto torre · b7 preto peão · c7 branco cavalo · d7 preto peão · f7 preto peão · g7 preto peão · h7 preto peão · a6 preto peão · c6 preto cavalo · f6 preto cavalo · d4 preto peão · e4 branco peão · f4 branco bispo · a2 branco peão · b2 branco peão · c2 branco peão · f2 branco peão · g2 branco peão · h2 branco peão · a1 branco torre · d1 branco rainha · e1 branco rei · f1 branco bispo · g1 branco cavalo · h1 branco torre | a8 preto torre · c8 preto bispo · d8 preto rainha · e8 preto rei · f8 preto bispo · h8 preto torre · b7 preto peão · c7 branco cavalo · d7 preto peão · f7 preto peão · g7 preto peão · h7 preto peão · a6 preto peão · c6 preto cavalo · f6 preto cavalo · d4 preto peão · e4 branco peão · f4 branco bispo · a2 branco peão · b2 branco peão · c2 branco peão · f2 branco peão · g2 branco peão · h2 branco peão · a1 branco torre · d1 branco rainha · e1 branco rei · f1 branco bispo · g1 branco cavalo · h1 branco torre | a8 preto torre · c8 preto bispo · d8 preto rainha · e8 preto rei · f8 preto bispo · h8 preto torre · b7 preto peão · c7 branco cavalo · d7 preto peão · f7 preto peão · g7 preto peão · h7 preto peão · a6 preto peão · c6 preto cavalo · f6 preto cavalo · d4 preto peão · e4 branco peão · f4 branco bispo · a2 branco peão · b2 branco peão · c2 branco peão · f2 branco peão · g2 branco peão · h2 branco peão · a1 branco torre · d1 branco rainha · e1 branco rei · f1 branco bispo · g1 branco cavalo · h1 branco torre | a8 preto torre · c8 preto bispo · d8 preto rainha · e8 preto rei · f8 preto bispo · h8 preto torre · b7 preto peão · c7 branco cavalo · d7 preto peão · f7 preto peão · g7 preto peão · h7 preto peão · a6 preto peão · c6 preto cavalo · f6 preto cavalo · d4 preto peão · e4 branco peão · f4 branco bispo · a2 branco peão · b2 branco peão · c2 branco peão · f2 branco peão · g2 branco peão · h2 branco peão · a1 branco torre · d1 branco rainha · e1 branco rei · f1 branco bispo · g1 branco cavalo · h1 branco torre | a8 preto torre · c8 preto bispo · d8 preto rainha · e8 preto rei · f8 preto bispo · h8 preto torre · b7 preto peão · c7 branco cavalo · d7 preto peão · f7 preto peão · g7 preto peão · h7 preto peão · a6 preto peão · c6 preto cavalo · f6 preto cavalo · d4 preto peão · e4 branco peão · f4 branco bispo · a2 branco peão · b2 branco peão · c2 branco peão · f2 branco peão · g2 branco peão · h2 branco peão · a1 branco torre · d1 branco rainha · e1 branco rei · f1 branco bispo · g1 branco cavalo · h1 branco torre | a8 preto torre · c8 preto bispo · d8 preto rainha · e8 preto rei · f8 preto bispo · h8 preto torre · b7 preto peão · c7 branco cavalo · d7 preto peão · f7 preto peão · g7 preto peão · h7 preto peão · a6 preto peão · c6 preto cavalo · f6 preto cavalo · d4 preto peão · e4 branco peão · f4 branco bispo · a2 branco peão · b2 branco peão · c2 branco peão · f2 branco peão · g2 branco peão · h2 branco peão · a1 branco torre · d1 branco rainha · e1 branco rei · f1 branco bispo · g1 branco cavalo · h1 branco torre | a8 preto torre · c8 preto bispo · d8 preto rainha · e8 preto rei · f8 preto bispo · h8 preto torre · b7 preto peão · c7 branco cavalo · d7 preto peão · f7 preto peão · g7 preto peão · h7 preto peão · a6 preto peão · c6 preto cavalo · f6 preto cavalo · d4 preto peão · e4 branco peão · f4 branco bispo · a2 branco peão · b2 branco peão · c2 branco peão · f2 branco peão · g2 branco peão · h2 branco peão · a1 branco torre · d1 branco rainha · e1 branco rei · f1 branco bispo · g1 branco cavalo · h1 branco torre | 2 |
| 1 | a8 preto torre · c8 preto bispo · d8 preto rainha · e8 preto rei · f8 preto bispo · h8 preto torre · b7 preto peão · c7 branco cavalo · d7 preto peão · f7 preto peão · g7 preto peão · h7 preto peão · a6 preto peão · c6 preto cavalo · f6 preto cavalo · d4 preto peão · e4 branco peão · f4 branco bispo · a2 branco peão · b2 branco peão · c2 branco peão · f2 branco peão · g2 branco peão · h2 branco peão · a1 branco torre · d1 branco rainha · e1 branco rei · f1 branco bispo · g1 branco cavalo · h1 branco torre | a8 preto torre · c8 preto bispo · d8 preto rainha · e8 preto rei · f8 preto bispo · h8 preto torre · b7 preto peão · c7 branco cavalo · d7 preto peão · f7 preto peão · g7 preto peão · h7 preto peão · a6 preto peão · c6 preto cavalo · f6 preto cavalo · d4 preto peão · e4 branco peão · f4 branco bispo · a2 branco peão · b2 branco peão · c2 branco peão · f2 branco peão · g2 branco peão · h2 branco peão · a1 branco torre · d1 branco rainha · e1 branco rei · f1 branco bispo · g1 branco cavalo · h1 branco torre | a8 preto torre · c8 preto bispo · d8 preto rainha · e8 preto rei · f8 preto bispo · h8 preto torre · b7 preto peão · c7 branco cavalo · d7 preto peão · f7 preto peão · g7 preto peão · h7 preto peão · a6 preto peão · c6 preto cavalo · f6 preto cavalo · d4 preto peão · e4 branco peão · f4 branco bispo · a2 branco peão · b2 branco peão · c2 branco peão · f2 branco peão · g2 branco peão · h2 branco peão · a1 branco torre · d1 branco rainha · e1 branco rei · f1 branco bispo · g1 branco cavalo · h1 branco torre | a8 preto torre · c8 preto bispo · d8 preto rainha · e8 preto rei · f8 preto bispo · h8 preto torre · b7 preto peão · c7 branco cavalo · d7 preto peão · f7 preto peão · g7 preto peão · h7 preto peão · a6 preto peão · c6 preto cavalo · f6 preto cavalo · d4 preto peão · e4 branco peão · f4 branco bispo · a2 branco peão · b2 branco peão · c2 branco peão · f2 branco peão · g2 branco peão · h2 branco peão · a1 branco torre · d1 branco rainha · e1 branco rei · f1 branco bispo · g1 branco cavalo · h1 branco torre | a8 preto torre · c8 preto bispo · d8 preto rainha · e8 preto rei · f8 preto bispo · h8 preto torre · b7 preto peão · c7 branco cavalo · d7 preto peão · f7 preto peão · g7 preto peão · h7 preto peão · a6 preto peão · c6 preto cavalo · f6 preto cavalo · d4 preto peão · e4 branco peão · f4 branco bispo · a2 branco peão · b2 branco peão · c2 branco peão · f2 branco peão · g2 branco peão · h2 branco peão · a1 branco torre · d1 branco rainha · e1 branco rei · f1 branco bispo · g1 branco cavalo · h1 branco torre | a8 preto torre · c8 preto bispo · d8 preto rainha · e8 preto rei · f8 preto bispo · h8 preto torre · b7 preto peão · c7 branco cavalo · d7 preto peão · f7 preto peão · g7 preto peão · h7 preto peão · a6 preto peão · c6 preto cavalo · f6 preto cavalo · d4 preto peão · e4 branco peão · f4 branco bispo · a2 branco peão · b2 branco peão · c2 branco peão · f2 branco peão · g2 branco peão · h2 branco peão · a1 branco torre · d1 branco rainha · e1 branco rei · f1 branco bispo · g1 branco cavalo · h1 branco torre | a8 preto torre · c8 preto bispo · d8 preto rainha · e8 preto rei · f8 preto bispo · h8 preto torre · b7 preto peão · c7 branco cavalo · d7 preto peão · f7 preto peão · g7 preto peão · h7 preto peão · a6 preto peão · c6 preto cavalo · f6 preto cavalo · d4 preto peão · e4 branco peão · f4 branco bispo · a2 branco peão · b2 branco peão · c2 branco peão · f2 branco peão · g2 branco peão · h2 branco peão · a1 branco torre · d1 branco rainha · e1 branco rei · f1 branco bispo · g1 branco cavalo · h1 branco torre | a8 preto torre · c8 preto bispo · d8 preto rainha · e8 preto rei · f8 preto bispo · h8 preto torre · b7 preto peão · c7 branco cavalo · d7 preto peão · f7 preto peão · g7 preto peão · h7 preto peão · a6 preto peão · c6 preto cavalo · f6 preto cavalo · d4 preto peão · e4 branco peão · f4 branco bispo · a2 branco peão · b2 branco peão · c2 branco peão · f2 branco peão · g2 branco peão · h2 branco peão · a1 branco torre · d1 branco rainha · e1 branco rei · f1 branco bispo · g1 branco cavalo · h1 branco torre | 1 |
|   | a | b | c | d | e | f | g | h |   |

A figura ao lado demonstra um exemplo clássico de garfo de cavalo. Apoiado pelo bispo branco, o cavalo ataca simultaneamente o Rei e a Torre da Dama; nesta situação, a única alternativa lógica para as pretas é mover seu Monarca, perdendo assim a oportunidade de roque e em seguida a torre da Dama. Dxc7 também é uma jogada possível mas é considerada um movimento muito ruim pois a Dama vale mais que a torre. As pretas podem se recuperar posteriormente bastando apenas jogar d6 que impede o retorno do cavalo para c7 de modo seguro (o bispo não o protegerá mais).

## Garfos de peões
|   | a | b | c | d | e | f | g | h |   |
| 8 | a8 preto torre · b8 preto cavalo · c8 preto bispo · d8 preto rainha · e8 preto rei · f8 preto bispo · h8 preto torre · a7 preto peão · b7 preto peão · f7 preto peão · g7 preto peão · h7 preto peão · c6 preto peão · d5 preto peão · e5 preto peão · c4 branco bispo · e4 branco cavalo · f3 branco cavalo · a2 branco peão · b2 branco peão · c2 branco peão · d2 branco peão · f2 branco peão · g2 branco peão · h2 branco peão · a1 branco torre · c1 branco bispo · d1 branco rainha · e1 branco rei · h1 branco torre | a8 preto torre · b8 preto cavalo · c8 preto bispo · d8 preto rainha · e8 preto rei · f8 preto bispo · h8 preto torre · a7 preto peão · b7 preto peão · f7 preto peão · g7 preto peão · h7 preto peão · c6 preto peão · d5 preto peão · e5 preto peão · c4 branco bispo · e4 branco cavalo · f3 branco cavalo · a2 branco peão · b2 branco peão · c2 branco peão · d2 branco peão · f2 branco peão · g2 branco peão · h2 branco peão · a1 branco torre · c1 branco bispo · d1 branco rainha · e1 branco rei · h1 branco torre | a8 preto torre · b8 preto cavalo · c8 preto bispo · d8 preto rainha · e8 preto rei · f8 preto bispo · h8 preto torre · a7 preto peão · b7 preto peão · f7 preto peão · g7 preto peão · h7 preto peão · c6 preto peão · d5 preto peão · e5 preto peão · c4 branco bispo · e4 branco cavalo · f3 branco cavalo · a2 branco peão · b2 branco peão · c2 branco peão · d2 branco peão · f2 branco peão · g2 branco peão · h2 branco peão · a1 branco torre · c1 branco bispo · d1 branco rainha · e1 branco rei · h1 branco torre | a8 preto torre · b8 preto cavalo · c8 preto bispo · d8 preto rainha · e8 preto rei · f8 preto bispo · h8 preto torre · a7 preto peão · b7 preto peão · f7 preto peão · g7 preto peão · h7 preto peão · c6 preto peão · d5 preto peão · e5 preto peão · c4 branco bispo · e4 branco cavalo · f3 branco cavalo · a2 branco peão · b2 branco peão · c2 branco peão · d2 branco peão · f2 branco peão · g2 branco peão · h2 branco peão · a1 branco torre · c1 branco bispo · d1 branco rainha · e1 branco rei · h1 branco torre | a8 preto torre · b8 preto cavalo · c8 preto bispo · d8 preto rainha · e8 preto rei · f8 preto bispo · h8 preto torre · a7 preto peão · b7 preto peão · f7 preto peão · g7 preto peão · h7 preto peão · c6 preto peão · d5 preto peão · e5 preto peão · c4 branco bispo · e4 branco cavalo · f3 branco cavalo · a2 branco peão · b2 branco peão · c2 branco peão · d2 branco peão · f2 branco peão · g2 branco peão · h2 branco peão · a1 branco torre · c1 branco bispo · d1 branco rainha · e1 branco rei · h1 branco torre | a8 preto torre · b8 preto cavalo · c8 preto bispo · d8 preto rainha · e8 preto rei · f8 preto bispo · h8 preto torre · a7 preto peão · b7 preto peão · f7 preto peão · g7 preto peão · h7 preto peão · c6 preto peão · d5 preto peão · e5 preto peão · c4 branco bispo · e4 branco cavalo · f3 branco cavalo · a2 branco peão · b2 branco peão · c2 branco peão · d2 branco peão · f2 branco peão · g2 branco peão · h2 branco peão · a1 branco torre · c1 branco bispo · d1 branco rainha · e1 branco rei · h1 branco torre | a8 preto torre · b8 preto cavalo · c8 preto bispo · d8 preto rainha · e8 preto rei · f8 preto bispo · h8 preto torre · a7 preto peão · b7 preto peão · f7 preto peão · g7 preto peão · h7 preto peão · c6 preto peão · d5 preto peão · e5 preto peão · c4 branco bispo · e4 branco cavalo · f3 branco cavalo · a2 branco peão · b2 branco peão · c2 branco peão · d2 branco peão · f2 branco peão · g2 branco peão · h2 branco peão · a1 branco torre · c1 branco bispo · d1 branco rainha · e1 branco rei · h1 branco torre | a8 preto torre · b8 preto cavalo · c8 preto bispo · d8 preto rainha · e8 preto rei · f8 preto bispo · h8 preto torre · a7 preto peão · b7 preto peão · f7 preto peão · g7 preto peão · h7 preto peão · c6 preto peão · d5 preto peão · e5 preto peão · c4 branco bispo · e4 branco cavalo · f3 branco cavalo · a2 branco peão · b2 branco peão · c2 branco peão · d2 branco peão · f2 branco peão · g2 branco peão · h2 branco peão · a1 branco torre · c1 branco bispo · d1 branco rainha · e1 branco rei · h1 branco torre | 8 |
| 7 | a8 preto torre · b8 preto cavalo · c8 preto bispo · d8 preto rainha · e8 preto rei · f8 preto bispo · h8 preto torre · a7 preto peão · b7 preto peão · f7 preto peão · g7 preto peão · h7 preto peão · c6 preto peão · d5 preto peão · e5 preto peão · c4 branco bispo · e4 branco cavalo · f3 branco cavalo · a2 branco peão · b2 branco peão · c2 branco peão · d2 branco peão · f2 branco peão · g2 branco peão · h2 branco peão · a1 branco torre · c1 branco bispo · d1 branco rainha · e1 branco rei · h1 branco torre | a8 preto torre · b8 preto cavalo · c8 preto bispo · d8 preto rainha · e8 preto rei · f8 preto bispo · h8 preto torre · a7 preto peão · b7 preto peão · f7 preto peão · g7 preto peão · h7 preto peão · c6 preto peão · d5 preto peão · e5 preto peão · c4 branco bispo · e4 branco cavalo · f3 branco cavalo · a2 branco peão · b2 branco peão · c2 branco peão · d2 branco peão · f2 branco peão · g2 branco peão · h2 branco peão · a1 branco torre · c1 branco bispo · d1 branco rainha · e1 branco rei · h1 branco torre | a8 preto torre · b8 preto cavalo · c8 preto bispo · d8 preto rainha · e8 preto rei · f8 preto bispo · h8 preto torre · a7 preto peão · b7 preto peão · f7 preto peão · g7 preto peão · h7 preto peão · c6 preto peão · d5 preto peão · e5 preto peão · c4 branco bispo · e4 branco cavalo · f3 branco cavalo · a2 branco peão · b2 branco peão · c2 branco peão · d2 branco peão · f2 branco peão · g2 branco peão · h2 branco peão · a1 branco torre · c1 branco bispo · d1 branco rainha · e1 branco rei · h1 branco torre | a8 preto torre · b8 preto cavalo · c8 preto bispo · d8 preto rainha · e8 preto rei · f8 preto bispo · h8 preto torre · a7 preto peão · b7 preto peão · f7 preto peão · g7 preto peão · h7 preto peão · c6 preto peão · d5 preto peão · e5 preto peão · c4 branco bispo · e4 branco cavalo · f3 branco cavalo · a2 branco peão · b2 branco peão · c2 branco peão · d2 branco peão · f2 branco peão · g2 branco peão · h2 branco peão · a1 branco torre · c1 branco bispo · d1 branco rainha · e1 branco rei · h1 branco torre | a8 preto torre · b8 preto cavalo · c8 preto bispo · d8 preto rainha · e8 preto rei · f8 preto bispo · h8 preto torre · a7 preto peão · b7 preto peão · f7 preto peão · g7 preto peão · h7 preto peão · c6 preto peão · d5 preto peão · e5 preto peão · c4 branco bispo · e4 branco cavalo · f3 branco cavalo · a2 branco peão · b2 branco peão · c2 branco peão · d2 branco peão · f2 branco peão · g2 branco peão · h2 branco peão · a1 branco torre · c1 branco bispo · d1 branco rainha · e1 branco rei · h1 branco torre | a8 preto torre · b8 preto cavalo · c8 preto bispo · d8 preto rainha · e8 preto rei · f8 preto bispo · h8 preto torre · a7 preto peão · b7 preto peão · f7 preto peão · g7 preto peão · h7 preto peão · c6 preto peão · d5 preto peão · e5 preto peão · c4 branco bispo · e4 branco cavalo · f3 branco cavalo · a2 branco peão · b2 branco peão · c2 branco peão · d2 branco peão · f2 branco peão · g2 branco peão · h2 branco peão · a1 branco torre · c1 branco bispo · d1 branco rainha · e1 branco rei · h1 branco torre | a8 preto torre · b8 preto cavalo · c8 preto bispo · d8 preto rainha · e8 preto rei · f8 preto bispo · h8 preto torre · a7 preto peão · b7 preto peão · f7 preto peão · g7 preto peão · h7 preto peão · c6 preto peão · d5 preto peão · e5 preto peão · c4 branco bispo · e4 branco cavalo · f3 branco cavalo · a2 branco peão · b2 branco peão · c2 branco peão · d2 branco peão · f2 branco peão · g2 branco peão · h2 branco peão · a1 branco torre · c1 branco bispo · d1 branco rainha · e1 branco rei · h1 branco torre | a8 preto torre · b8 preto cavalo · c8 preto bispo · d8 preto rainha · e8 preto rei · f8 preto bispo · h8 preto torre · a7 preto peão · b7 preto peão · f7 preto peão · g7 preto peão · h7 preto peão · c6 preto peão · d5 preto peão · e5 preto peão · c4 branco bispo · e4 branco cavalo · f3 branco cavalo · a2 branco peão · b2 branco peão · c2 branco peão · d2 branco peão · f2 branco peão · g2 branco peão · h2 branco peão · a1 branco torre · c1 branco bispo · d1 branco rainha · e1 branco rei · h1 branco torre | 7 |
| 6 | a8 preto torre · b8 preto cavalo · c8 preto bispo · d8 preto rainha · e8 preto rei · f8 preto bispo · h8 preto torre · a7 preto peão · b7 preto peão · f7 preto peão · g7 preto peão · h7 preto peão · c6 preto peão · d5 preto peão · e5 preto peão · c4 branco bispo · e4 branco cavalo · f3 branco cavalo · a2 branco peão · b2 branco peão · c2 branco peão · d2 branco peão · f2 branco peão · g2 branco peão · h2 branco peão · a1 branco torre · c1 branco bispo · d1 branco rainha · e1 branco rei · h1 branco torre | a8 preto torre · b8 preto cavalo · c8 preto bispo · d8 preto rainha · e8 preto rei · f8 preto bispo · h8 preto torre · a7 preto peão · b7 preto peão · f7 preto peão · g7 preto peão · h7 preto peão · c6 preto peão · d5 preto peão · e5 preto peão · c4 branco bispo · e4 branco cavalo · f3 branco cavalo · a2 branco peão · b2 branco peão · c2 branco peão · d2 branco peão · f2 branco peão · g2 branco peão · h2 branco peão · a1 branco torre · c1 branco bispo · d1 branco rainha · e1 branco rei · h1 branco torre | a8 preto torre · b8 preto cavalo · c8 preto bispo · d8 preto rainha · e8 preto rei · f8 preto bispo · h8 preto torre · a7 preto peão · b7 preto peão · f7 preto peão · g7 preto peão · h7 preto peão · c6 preto peão · d5 preto peão · e5 preto peão · c4 branco bispo · e4 branco cavalo · f3 branco cavalo · a2 branco peão · b2 branco peão · c2 branco peão · d2 branco peão · f2 branco peão · g2 branco peão · h2 branco peão · a1 branco torre · c1 branco bispo · d1 branco rainha · e1 branco rei · h1 branco torre | a8 preto torre · b8 preto cavalo · c8 preto bispo · d8 preto rainha · e8 preto rei · f8 preto bispo · h8 preto torre · a7 preto peão · b7 preto peão · f7 preto peão · g7 preto peão · h7 preto peão · c6 preto peão · d5 preto peão · e5 preto peão · c4 branco bispo · e4 branco cavalo · f3 branco cavalo · a2 branco peão · b2 branco peão · c2 branco peão · d2 branco peão · f2 branco peão · g2 branco peão · h2 branco peão · a1 branco torre · c1 branco bispo · d1 branco rainha · e1 branco rei · h1 branco torre | a8 preto torre · b8 preto cavalo · c8 preto bispo · d8 preto rainha · e8 preto rei · f8 preto bispo · h8 preto torre · a7 preto peão · b7 preto peão · f7 preto peão · g7 preto peão · h7 preto peão · c6 preto peão · d5 preto peão · e5 preto peão · c4 branco bispo · e4 branco cavalo · f3 branco cavalo · a2 branco peão · b2 branco peão · c2 branco peão · d2 branco peão · f2 branco peão · g2 branco peão · h2 branco peão · a1 branco torre · c1 branco bispo · d1 branco rainha · e1 branco rei · h1 branco torre | a8 preto torre · b8 preto cavalo · c8 preto bispo · d8 preto rainha · e8 preto rei · f8 preto bispo · h8 preto torre · a7 preto peão · b7 preto peão · f7 preto peão · g7 preto peão · h7 preto peão · c6 preto peão · d5 preto peão · e5 preto peão · c4 branco bispo · e4 branco cavalo · f3 branco cavalo · a2 branco peão · b2 branco peão · c2 branco peão · d2 branco peão · f2 branco peão · g2 branco peão · h2 branco peão · a1 branco torre · c1 branco bispo · d1 branco rainha · e1 branco rei · h1 branco torre | a8 preto torre · b8 preto cavalo · c8 preto bispo · d8 preto rainha · e8 preto rei · f8 preto bispo · h8 preto torre · a7 preto peão · b7 preto peão · f7 preto peão · g7 preto peão · h7 preto peão · c6 preto peão · d5 preto peão · e5 preto peão · c4 branco bispo · e4 branco cavalo · f3 branco cavalo · a2 branco peão · b2 branco peão · c2 branco peão · d2 branco peão · f2 branco peão · g2 branco peão · h2 branco peão · a1 branco torre · c1 branco bispo · d1 branco rainha · e1 branco rei · h1 branco torre | a8 preto torre · b8 preto cavalo · c8 preto bispo · d8 preto rainha · e8 preto rei · f8 preto bispo · h8 preto torre · a7 preto peão · b7 preto peão · f7 preto peão · g7 preto peão · h7 preto peão · c6 preto peão · d5 preto peão · e5 preto peão · c4 branco bispo · e4 branco cavalo · f3 branco cavalo · a2 branco peão · b2 branco peão · c2 branco peão · d2 branco peão · f2 branco peão · g2 branco peão · h2 branco peão · a1 branco torre · c1 branco bispo · d1 branco rainha · e1 branco rei · h1 branco torre | 6 |
| 5 | a8 preto torre · b8 preto cavalo · c8 preto bispo · d8 preto rainha · e8 preto rei · f8 preto bispo · h8 preto torre · a7 preto peão · b7 preto peão · f7 preto peão · g7 preto peão · h7 preto peão · c6 preto peão · d5 preto peão · e5 preto peão · c4 branco bispo · e4 branco cavalo · f3 branco cavalo · a2 branco peão · b2 branco peão · c2 branco peão · d2 branco peão · f2 branco peão · g2 branco peão · h2 branco peão · a1 branco torre · c1 branco bispo · d1 branco rainha · e1 branco rei · h1 branco torre | a8 preto torre · b8 preto cavalo · c8 preto bispo · d8 preto rainha · e8 preto rei · f8 preto bispo · h8 preto torre · a7 preto peão · b7 preto peão · f7 preto peão · g7 preto peão · h7 preto peão · c6 preto peão · d5 preto peão · e5 preto peão · c4 branco bispo · e4 branco cavalo · f3 branco cavalo · a2 branco peão · b2 branco peão · c2 branco peão · d2 branco peão · f2 branco peão · g2 branco peão · h2 branco peão · a1 branco torre · c1 branco bispo · d1 branco rainha · e1 branco rei · h1 branco torre | a8 preto torre · b8 preto cavalo · c8 preto bispo · d8 preto rainha · e8 preto rei · f8 preto bispo · h8 preto torre · a7 preto peão · b7 preto peão · f7 preto peão · g7 preto peão · h7 preto peão · c6 preto peão · d5 preto peão · e5 preto peão · c4 branco bispo · e4 branco cavalo · f3 branco cavalo · a2 branco peão · b2 branco peão · c2 branco peão · d2 branco peão · f2 branco peão · g2 branco peão · h2 branco peão · a1 branco torre · c1 branco bispo · d1 branco rainha · e1 branco rei · h1 branco torre | a8 preto torre · b8 preto cavalo · c8 preto bispo · d8 preto rainha · e8 preto rei · f8 preto bispo · h8 preto torre · a7 preto peão · b7 preto peão · f7 preto peão · g7 preto peão · h7 preto peão · c6 preto peão · d5 preto peão · e5 preto peão · c4 branco bispo · e4 branco cavalo · f3 branco cavalo · a2 branco peão · b2 branco peão · c2 branco peão · d2 branco peão · f2 branco peão · g2 branco peão · h2 branco peão · a1 branco torre · c1 branco bispo · d1 branco rainha · e1 branco rei · h1 branco torre | a8 preto torre · b8 preto cavalo · c8 preto bispo · d8 preto rainha · e8 preto rei · f8 preto bispo · h8 preto torre · a7 preto peão · b7 preto peão · f7 preto peão · g7 preto peão · h7 preto peão · c6 preto peão · d5 preto peão · e5 preto peão · c4 branco bispo · e4 branco cavalo · f3 branco cavalo · a2 branco peão · b2 branco peão · c2 branco peão · d2 branco peão · f2 branco peão · g2 branco peão · h2 branco peão · a1 branco torre · c1 branco bispo · d1 branco rainha · e1 branco rei · h1 branco torre | a8 preto torre · b8 preto cavalo · c8 preto bispo · d8 preto rainha · e8 preto rei · f8 preto bispo · h8 preto torre · a7 preto peão · b7 preto peão · f7 preto peão · g7 preto peão · h7 preto peão · c6 preto peão · d5 preto peão · e5 preto peão · c4 branco bispo · e4 branco cavalo · f3 branco cavalo · a2 branco peão · b2 branco peão · c2 branco peão · d2 branco peão · f2 branco peão · g2 branco peão · h2 branco peão · a1 branco torre · c1 branco bispo · d1 branco rainha · e1 branco rei · h1 branco torre | a8 preto torre · b8 preto cavalo · c8 preto bispo · d8 preto rainha · e8 preto rei · f8 preto bispo · h8 preto torre · a7 preto peão · b7 preto peão · f7 preto peão · g7 preto peão · h7 preto peão · c6 preto peão · d5 preto peão · e5 preto peão · c4 branco bispo · e4 branco cavalo · f3 branco cavalo · a2 branco peão · b2 branco peão · c2 branco peão · d2 branco peão · f2 branco peão · g2 branco peão · h2 branco peão · a1 branco torre · c1 branco bispo · d1 branco rainha · e1 branco rei · h1 branco torre | a8 preto torre · b8 preto cavalo · c8 preto bispo · d8 preto rainha · e8 preto rei · f8 preto bispo · h8 preto torre · a7 preto peão · b7 preto peão · f7 preto peão · g7 preto peão · h7 preto peão · c6 preto peão · d5 preto peão · e5 preto peão · c4 branco bispo · e4 branco cavalo · f3 branco cavalo · a2 branco peão · b2 branco peão · c2 branco peão · d2 branco peão · f2 branco peão · g2 branco peão · h2 branco peão · a1 branco torre · c1 branco bispo · d1 branco rainha · e1 branco rei · h1 branco torre | 5 |
| 4 | a8 preto torre · b8 preto cavalo · c8 preto bispo · d8 preto rainha · e8 preto rei · f8 preto bispo · h8 preto torre · a7 preto peão · b7 preto peão · f7 preto peão · g7 preto peão · h7 preto peão · c6 preto peão · d5 preto peão · e5 preto peão · c4 branco bispo · e4 branco cavalo · f3 branco cavalo · a2 branco peão · b2 branco peão · c2 branco peão · d2 branco peão · f2 branco peão · g2 branco peão · h2 branco peão · a1 branco torre · c1 branco bispo · d1 branco rainha · e1 branco rei · h1 branco torre | a8 preto torre · b8 preto cavalo · c8 preto bispo · d8 preto rainha · e8 preto rei · f8 preto bispo · h8 preto torre · a7 preto peão · b7 preto peão · f7 preto peão · g7 preto peão · h7 preto peão · c6 preto peão · d5 preto peão · e5 preto peão · c4 branco bispo · e4 branco cavalo · f3 branco cavalo · a2 branco peão · b2 branco peão · c2 branco peão · d2 branco peão · f2 branco peão · g2 branco peão · h2 branco peão · a1 branco torre · c1 branco bispo · d1 branco rainha · e1 branco rei · h1 branco torre | a8 preto torre · b8 preto cavalo · c8 preto bispo · d8 preto rainha · e8 preto rei · f8 preto bispo · h8 preto torre · a7 preto peão · b7 preto peão · f7 preto peão · g7 preto peão · h7 preto peão · c6 preto peão · d5 preto peão · e5 preto peão · c4 branco bispo · e4 branco cavalo · f3 branco cavalo · a2 branco peão · b2 branco peão · c2 branco peão · d2 branco peão · f2 branco peão · g2 branco peão · h2 branco peão · a1 branco torre · c1 branco bispo · d1 branco rainha · e1 branco rei · h1 branco torre | a8 preto torre · b8 preto cavalo · c8 preto bispo · d8 preto rainha · e8 preto rei · f8 preto bispo · h8 preto torre · a7 preto peão · b7 preto peão · f7 preto peão · g7 preto peão · h7 preto peão · c6 preto peão · d5 preto peão · e5 preto peão · c4 branco bispo · e4 branco cavalo · f3 branco cavalo · a2 branco peão · b2 branco peão · c2 branco peão · d2 branco peão · f2 branco peão · g2 branco peão · h2 branco peão · a1 branco torre · c1 branco bispo · d1 branco rainha · e1 branco rei · h1 branco torre | a8 preto torre · b8 preto cavalo · c8 preto bispo · d8 preto rainha · e8 preto rei · f8 preto bispo · h8 preto torre · a7 preto peão · b7 preto peão · f7 preto peão · g7 preto peão · h7 preto peão · c6 preto peão · d5 preto peão · e5 preto peão · c4 branco bispo · e4 branco cavalo · f3 branco cavalo · a2 branco peão · b2 branco peão · c2 branco peão · d2 branco peão · f2 branco peão · g2 branco peão · h2 branco peão · a1 branco torre · c1 branco bispo · d1 branco rainha · e1 branco rei · h1 branco torre | a8 preto torre · b8 preto cavalo · c8 preto bispo · d8 preto rainha · e8 preto rei · f8 preto bispo · h8 preto torre · a7 preto peão · b7 preto peão · f7 preto peão · g7 preto peão · h7 preto peão · c6 preto peão · d5 preto peão · e5 preto peão · c4 branco bispo · e4 branco cavalo · f3 branco cavalo · a2 branco peão · b2 branco peão · c2 branco peão · d2 branco peão · f2 branco peão · g2 branco peão · h2 branco peão · a1 branco torre · c1 branco bispo · d1 branco rainha · e1 branco rei · h1 branco torre | a8 preto torre · b8 preto cavalo · c8 preto bispo · d8 preto rainha · e8 preto rei · f8 preto bispo · h8 preto torre · a7 preto peão · b7 preto peão · f7 preto peão · g7 preto peão · h7 preto peão · c6 preto peão · d5 preto peão · e5 preto peão · c4 branco bispo · e4 branco cavalo · f3 branco cavalo · a2 branco peão · b2 branco peão · c2 branco peão · d2 branco peão · f2 branco peão · g2 branco peão · h2 branco peão · a1 branco torre · c1 branco bispo · d1 branco rainha · e1 branco rei · h1 branco torre | a8 preto torre · b8 preto cavalo · c8 preto bispo · d8 preto rainha · e8 preto rei · f8 preto bispo · h8 preto torre · a7 preto peão · b7 preto peão · f7 preto peão · g7 preto peão · h7 preto peão · c6 preto peão · d5 preto peão · e5 preto peão · c4 branco bispo · e4 branco cavalo · f3 branco cavalo · a2 branco peão · b2 branco peão · c2 branco peão · d2 branco peão · f2 branco peão · g2 branco peão · h2 branco peão · a1 branco torre · c1 branco bispo · d1 branco rainha · e1 branco rei · h1 branco torre | 4 |
| 3 | a8 preto torre · b8 preto cavalo · c8 preto bispo · d8 preto rainha · e8 preto rei · f8 preto bispo · h8 preto torre · a7 preto peão · b7 preto peão · f7 preto peão · g7 preto peão · h7 preto peão · c6 preto peão · d5 preto peão · e5 preto peão · c4 branco bispo · e4 branco cavalo · f3 branco cavalo · a2 branco peão · b2 branco peão · c2 branco peão · d2 branco peão · f2 branco peão · g2 branco peão · h2 branco peão · a1 branco torre · c1 branco bispo · d1 branco rainha · e1 branco rei · h1 branco torre | a8 preto torre · b8 preto cavalo · c8 preto bispo · d8 preto rainha · e8 preto rei · f8 preto bispo · h8 preto torre · a7 preto peão · b7 preto peão · f7 preto peão · g7 preto peão · h7 preto peão · c6 preto peão · d5 preto peão · e5 preto peão · c4 branco bispo · e4 branco cavalo · f3 branco cavalo · a2 branco peão · b2 branco peão · c2 branco peão · d2 branco peão · f2 branco peão · g2 branco peão · h2 branco peão · a1 branco torre · c1 branco bispo · d1 branco rainha · e1 branco rei · h1 branco torre | a8 preto torre · b8 preto cavalo · c8 preto bispo · d8 preto rainha · e8 preto rei · f8 preto bispo · h8 preto torre · a7 preto peão · b7 preto peão · f7 preto peão · g7 preto peão · h7 preto peão · c6 preto peão · d5 preto peão · e5 preto peão · c4 branco bispo · e4 branco cavalo · f3 branco cavalo · a2 branco peão · b2 branco peão · c2 branco peão · d2 branco peão · f2 branco peão · g2 branco peão · h2 branco peão · a1 branco torre · c1 branco bispo · d1 branco rainha · e1 branco rei · h1 branco torre | a8 preto torre · b8 preto cavalo · c8 preto bispo · d8 preto rainha · e8 preto rei · f8 preto bispo · h8 preto torre · a7 preto peão · b7 preto peão · f7 preto peão · g7 preto peão · h7 preto peão · c6 preto peão · d5 preto peão · e5 preto peão · c4 branco bispo · e4 branco cavalo · f3 branco cavalo · a2 branco peão · b2 branco peão · c2 branco peão · d2 branco peão · f2 branco peão · g2 branco peão · h2 branco peão · a1 branco torre · c1 branco bispo · d1 branco rainha · e1 branco rei · h1 branco torre | a8 preto torre · b8 preto cavalo · c8 preto bispo · d8 preto rainha · e8 preto rei · f8 preto bispo · h8 preto torre · a7 preto peão · b7 preto peão · f7 preto peão · g7 preto peão · h7 preto peão · c6 preto peão · d5 preto peão · e5 preto peão · c4 branco bispo · e4 branco cavalo · f3 branco cavalo · a2 branco peão · b2 branco peão · c2 branco peão · d2 branco peão · f2 branco peão · g2 branco peão · h2 branco peão · a1 branco torre · c1 branco bispo · d1 branco rainha · e1 branco rei · h1 branco torre | a8 preto torre · b8 preto cavalo · c8 preto bispo · d8 preto rainha · e8 preto rei · f8 preto bispo · h8 preto torre · a7 preto peão · b7 preto peão · f7 preto peão · g7 preto peão · h7 preto peão · c6 preto peão · d5 preto peão · e5 preto peão · c4 branco bispo · e4 branco cavalo · f3 branco cavalo · a2 branco peão · b2 branco peão · c2 branco peão · d2 branco peão · f2 branco peão · g2 branco peão · h2 branco peão · a1 branco torre · c1 branco bispo · d1 branco rainha · e1 branco rei · h1 branco torre | a8 preto torre · b8 preto cavalo · c8 preto bispo · d8 preto rainha · e8 preto rei · f8 preto bispo · h8 preto torre · a7 preto peão · b7 preto peão · f7 preto peão · g7 preto peão · h7 preto peão · c6 preto peão · d5 preto peão · e5 preto peão · c4 branco bispo · e4 branco cavalo · f3 branco cavalo · a2 branco peão · b2 branco peão · c2 branco peão · d2 branco peão · f2 branco peão · g2 branco peão · h2 branco peão · a1 branco torre · c1 branco bispo · d1 branco rainha · e1 branco rei · h1 branco torre | a8 preto torre · b8 preto cavalo · c8 preto bispo · d8 preto rainha · e8 preto rei · f8 preto bispo · h8 preto torre · a7 preto peão · b7 preto peão · f7 preto peão · g7 preto peão · h7 preto peão · c6 preto peão · d5 preto peão · e5 preto peão · c4 branco bispo · e4 branco cavalo · f3 branco cavalo · a2 branco peão · b2 branco peão · c2 branco peão · d2 branco peão · f2 branco peão · g2 branco peão · h2 branco peão · a1 branco torre · c1 branco bispo · d1 branco rainha · e1 branco rei · h1 branco torre | 3 |
| 2 | a8 preto torre · b8 preto cavalo · c8 preto bispo · d8 preto rainha · e8 preto rei · f8 preto bispo · h8 preto torre · a7 preto peão · b7 preto peão · f7 preto peão · g7 preto peão · h7 preto peão · c6 preto peão · d5 preto peão · e5 preto peão · c4 branco bispo · e4 branco cavalo · f3 branco cavalo · a2 branco peão · b2 branco peão · c2 branco peão · d2 branco peão · f2 branco peão · g2 branco peão · h2 branco peão · a1 branco torre · c1 branco bispo · d1 branco rainha · e1 branco rei · h1 branco torre | a8 preto torre · b8 preto cavalo · c8 preto bispo · d8 preto rainha · e8 preto rei · f8 preto bispo · h8 preto torre · a7 preto peão · b7 preto peão · f7 preto peão · g7 preto peão · h7 preto peão · c6 preto peão · d5 preto peão · e5 preto peão · c4 branco bispo · e4 branco cavalo · f3 branco cavalo · a2 branco peão · b2 branco peão · c2 branco peão · d2 branco peão · f2 branco peão · g2 branco peão · h2 branco peão · a1 branco torre · c1 branco bispo · d1 branco rainha · e1 branco rei · h1 branco torre | a8 preto torre · b8 preto cavalo · c8 preto bispo · d8 preto rainha · e8 preto rei · f8 preto bispo · h8 preto torre · a7 preto peão · b7 preto peão · f7 preto peão · g7 preto peão · h7 preto peão · c6 preto peão · d5 preto peão · e5 preto peão · c4 branco bispo · e4 branco cavalo · f3 branco cavalo · a2 branco peão · b2 branco peão · c2 branco peão · d2 branco peão · f2 branco peão · g2 branco peão · h2 branco peão · a1 branco torre · c1 branco bispo · d1 branco rainha · e1 branco rei · h1 branco torre | a8 preto torre · b8 preto cavalo · c8 preto bispo · d8 preto rainha · e8 preto rei · f8 preto bispo · h8 preto torre · a7 preto peão · b7 preto peão · f7 preto peão · g7 preto peão · h7 preto peão · c6 preto peão · d5 preto peão · e5 preto peão · c4 branco bispo · e4 branco cavalo · f3 branco cavalo · a2 branco peão · b2 branco peão · c2 branco peão · d2 branco peão · f2 branco peão · g2 branco peão · h2 branco peão · a1 branco torre · c1 branco bispo · d1 branco rainha · e1 branco rei · h1 branco torre | a8 preto torre · b8 preto cavalo · c8 preto bispo · d8 preto rainha · e8 preto rei · f8 preto bispo · h8 preto torre · a7 preto peão · b7 preto peão · f7 preto peão · g7 preto peão · h7 preto peão · c6 preto peão · d5 preto peão · e5 preto peão · c4 branco bispo · e4 branco cavalo · f3 branco cavalo · a2 branco peão · b2 branco peão · c2 branco peão · d2 branco peão · f2 branco peão · g2 branco peão · h2 branco peão · a1 branco torre · c1 branco bispo · d1 branco rainha · e1 branco rei · h1 branco torre | a8 preto torre · b8 preto cavalo · c8 preto bispo · d8 preto rainha · e8 preto rei · f8 preto bispo · h8 preto torre · a7 preto peão · b7 preto peão · f7 preto peão · g7 preto peão · h7 preto peão · c6 preto peão · d5 preto peão · e5 preto peão · c4 branco bispo · e4 branco cavalo · f3 branco cavalo · a2 branco peão · b2 branco peão · c2 branco peão · d2 branco peão · f2 branco peão · g2 branco peão · h2 branco peão · a1 branco torre · c1 branco bispo · d1 branco rainha · e1 branco rei · h1 branco torre | a8 preto torre · b8 preto cavalo · c8 preto bispo · d8 preto rainha · e8 preto rei · f8 preto bispo · h8 preto torre · a7 preto peão · b7 preto peão · f7 preto peão · g7 preto peão · h7 preto peão · c6 preto peão · d5 preto peão · e5 preto peão · c4 branco bispo · e4 branco cavalo · f3 branco cavalo · a2 branco peão · b2 branco peão · c2 branco peão · d2 branco peão · f2 branco peão · g2 branco peão · h2 branco peão · a1 branco torre · c1 branco bispo · d1 branco rainha · e1 branco rei · h1 branco torre | a8 preto torre · b8 preto cavalo · c8 preto bispo · d8 preto rainha · e8 preto rei · f8 preto bispo · h8 preto torre · a7 preto peão · b7 preto peão · f7 preto peão · g7 preto peão · h7 preto peão · c6 preto peão · d5 preto peão · e5 preto peão · c4 branco bispo · e4 branco cavalo · f3 branco cavalo · a2 branco peão · b2 branco peão · c2 branco peão · d2 branco peão · f2 branco peão · g2 branco peão · h2 branco peão · a1 branco torre · c1 branco bispo · d1 branco rainha · e1 branco rei · h1 branco torre | 2 |
| 1 | a8 preto torre · b8 preto cavalo · c8 preto bispo · d8 preto rainha · e8 preto rei · f8 preto bispo · h8 preto torre · a7 preto peão · b7 preto peão · f7 preto peão · g7 preto peão · h7 preto peão · c6 preto peão · d5 preto peão · e5 preto peão · c4 branco bispo · e4 branco cavalo · f3 branco cavalo · a2 branco peão · b2 branco peão · c2 branco peão · d2 branco peão · f2 branco peão · g2 branco peão · h2 branco peão · a1 branco torre · c1 branco bispo · d1 branco rainha · e1 branco rei · h1 branco torre | a8 preto torre · b8 preto cavalo · c8 preto bispo · d8 preto rainha · e8 preto rei · f8 preto bispo · h8 preto torre · a7 preto peão · b7 preto peão · f7 preto peão · g7 preto peão · h7 preto peão · c6 preto peão · d5 preto peão · e5 preto peão · c4 branco bispo · e4 branco cavalo · f3 branco cavalo · a2 branco peão · b2 branco peão · c2 branco peão · d2 branco peão · f2 branco peão · g2 branco peão · h2 branco peão · a1 branco torre · c1 branco bispo · d1 branco rainha · e1 branco rei · h1 branco torre | a8 preto torre · b8 preto cavalo · c8 preto bispo · d8 preto rainha · e8 preto rei · f8 preto bispo · h8 preto torre · a7 preto peão · b7 preto peão · f7 preto peão · g7 preto peão · h7 preto peão · c6 preto peão · d5 preto peão · e5 preto peão · c4 branco bispo · e4 branco cavalo · f3 branco cavalo · a2 branco peão · b2 branco peão · c2 branco peão · d2 branco peão · f2 branco peão · g2 branco peão · h2 branco peão · a1 branco torre · c1 branco bispo · d1 branco rainha · e1 branco rei · h1 branco torre | a8 preto torre · b8 preto cavalo · c8 preto bispo · d8 preto rainha · e8 preto rei · f8 preto bispo · h8 preto torre · a7 preto peão · b7 preto peão · f7 preto peão · g7 preto peão · h7 preto peão · c6 preto peão · d5 preto peão · e5 preto peão · c4 branco bispo · e4 branco cavalo · f3 branco cavalo · a2 branco peão · b2 branco peão · c2 branco peão · d2 branco peão · f2 branco peão · g2 branco peão · h2 branco peão · a1 branco torre · c1 branco bispo · d1 branco rainha · e1 branco rei · h1 branco torre | a8 preto torre · b8 preto cavalo · c8 preto bispo · d8 preto rainha · e8 preto rei · f8 preto bispo · h8 preto torre · a7 preto peão · b7 preto peão · f7 preto peão · g7 preto peão · h7 preto peão · c6 preto peão · d5 preto peão · e5 preto peão · c4 branco bispo · e4 branco cavalo · f3 branco cavalo · a2 branco peão · b2 branco peão · c2 branco peão · d2 branco peão · f2 branco peão · g2 branco peão · h2 branco peão · a1 branco torre · c1 branco bispo · d1 branco rainha · e1 branco rei · h1 branco torre | a8 preto torre · b8 preto cavalo · c8 preto bispo · d8 preto rainha · e8 preto rei · f8 preto bispo · h8 preto torre · a7 preto peão · b7 preto peão · f7 preto peão · g7 preto peão · h7 preto peão · c6 preto peão · d5 preto peão · e5 preto peão · c4 branco bispo · e4 branco cavalo · f3 branco cavalo · a2 branco peão · b2 branco peão · c2 branco peão · d2 branco peão · f2 branco peão · g2 branco peão · h2 branco peão · a1 branco torre · c1 branco bispo · d1 branco rainha · e1 branco rei · h1 branco torre | a8 preto torre · b8 preto cavalo · c8 preto bispo · d8 preto rainha · e8 preto rei · f8 preto bispo · h8 preto torre · a7 preto peão · b7 preto peão · f7 preto peão · g7 preto peão · h7 preto peão · c6 preto peão · d5 preto peão · e5 preto peão · c4 branco bispo · e4 branco cavalo · f3 branco cavalo · a2 branco peão · b2 branco peão · c2 branco peão · d2 branco peão · f2 branco peão · g2 branco peão · h2 branco peão · a1 branco torre · c1 branco bispo · d1 branco rainha · e1 branco rei · h1 branco torre | a8 preto torre · b8 preto cavalo · c8 preto bispo · d8 preto rainha · e8 preto rei · f8 preto bispo · h8 preto torre · a7 preto peão · b7 preto peão · f7 preto peão · g7 preto peão · h7 preto peão · c6 preto peão · d5 preto peão · e5 preto peão · c4 branco bispo · e4 branco cavalo · f3 branco cavalo · a2 branco peão · b2 branco peão · c2 branco peão · d2 branco peão · f2 branco peão · g2 branco peão · h2 branco peão · a1 branco torre · c1 branco bispo · d1 branco rainha · e1 branco rei · h1 branco torre | 1 |
|   | a | b | c | d | e | f | g | h |   |

Os peões são provavelmente as peças mais discriminadas do xadrez devido ao seu baixo valor e movimentos limitados.  Entretanto, nas mãos de um bom enxadrista, estes podem se tornar armas formidáveis, auxiliando em mates, promovendo-se a outra peça, e em muitos garfos. Uma linha de peões bem defendida na base pode ser arrasadora para as defesas adversárias; o exemplo ao lado mostra um garfo típico de peão. As pretas estão prestes a recuperar o cavalo sacrificado para criar a situação de garfo. Para as brancas não resta alternativa a não ser abandonar uma de suas peças. O saldo final para as pretas será 1 peão de vantagem e o controle provisório do centro.

## Garfos de Rei
|   | a | b | c | d | e | f | g | h |   |
| 8 | e8 preto torre · f7 preto bispo · b6 preto peão · a5 preto peão · e5 preto rei · f5 branco bispo · h5 preto peão · d4 branco torre · f4 branco cavalo · h4 branco peão · a2 branco peão · b2 branco peão · b1 branco rei | e8 preto torre · f7 preto bispo · b6 preto peão · a5 preto peão · e5 preto rei · f5 branco bispo · h5 preto peão · d4 branco torre · f4 branco cavalo · h4 branco peão · a2 branco peão · b2 branco peão · b1 branco rei | e8 preto torre · f7 preto bispo · b6 preto peão · a5 preto peão · e5 preto rei · f5 branco bispo · h5 preto peão · d4 branco torre · f4 branco cavalo · h4 branco peão · a2 branco peão · b2 branco peão · b1 branco rei | e8 preto torre · f7 preto bispo · b6 preto peão · a5 preto peão · e5 preto rei · f5 branco bispo · h5 preto peão · d4 branco torre · f4 branco cavalo · h4 branco peão · a2 branco peão · b2 branco peão · b1 branco rei | e8 preto torre · f7 preto bispo · b6 preto peão · a5 preto peão · e5 preto rei · f5 branco bispo · h5 preto peão · d4 branco torre · f4 branco cavalo · h4 branco peão · a2 branco peão · b2 branco peão · b1 branco rei | e8 preto torre · f7 preto bispo · b6 preto peão · a5 preto peão · e5 preto rei · f5 branco bispo · h5 preto peão · d4 branco torre · f4 branco cavalo · h4 branco peão · a2 branco peão · b2 branco peão · b1 branco rei | e8 preto torre · f7 preto bispo · b6 preto peão · a5 preto peão · e5 preto rei · f5 branco bispo · h5 preto peão · d4 branco torre · f4 branco cavalo · h4 branco peão · a2 branco peão · b2 branco peão · b1 branco rei | e8 preto torre · f7 preto bispo · b6 preto peão · a5 preto peão · e5 preto rei · f5 branco bispo · h5 preto peão · d4 branco torre · f4 branco cavalo · h4 branco peão · a2 branco peão · b2 branco peão · b1 branco rei | 8 |
| 7 | e8 preto torre · f7 preto bispo · b6 preto peão · a5 preto peão · e5 preto rei · f5 branco bispo · h5 preto peão · d4 branco torre · f4 branco cavalo · h4 branco peão · a2 branco peão · b2 branco peão · b1 branco rei | e8 preto torre · f7 preto bispo · b6 preto peão · a5 preto peão · e5 preto rei · f5 branco bispo · h5 preto peão · d4 branco torre · f4 branco cavalo · h4 branco peão · a2 branco peão · b2 branco peão · b1 branco rei | e8 preto torre · f7 preto bispo · b6 preto peão · a5 preto peão · e5 preto rei · f5 branco bispo · h5 preto peão · d4 branco torre · f4 branco cavalo · h4 branco peão · a2 branco peão · b2 branco peão · b1 branco rei | e8 preto torre · f7 preto bispo · b6 preto peão · a5 preto peão · e5 preto rei · f5 branco bispo · h5 preto peão · d4 branco torre · f4 branco cavalo · h4 branco peão · a2 branco peão · b2 branco peão · b1 branco rei | e8 preto torre · f7 preto bispo · b6 preto peão · a5 preto peão · e5 preto rei · f5 branco bispo · h5 preto peão · d4 branco torre · f4 branco cavalo · h4 branco peão · a2 branco peão · b2 branco peão · b1 branco rei | e8 preto torre · f7 preto bispo · b6 preto peão · a5 preto peão · e5 preto rei · f5 branco bispo · h5 preto peão · d4 branco torre · f4 branco cavalo · h4 branco peão · a2 branco peão · b2 branco peão · b1 branco rei | e8 preto torre · f7 preto bispo · b6 preto peão · a5 preto peão · e5 preto rei · f5 branco bispo · h5 preto peão · d4 branco torre · f4 branco cavalo · h4 branco peão · a2 branco peão · b2 branco peão · b1 branco rei | e8 preto torre · f7 preto bispo · b6 preto peão · a5 preto peão · e5 preto rei · f5 branco bispo · h5 preto peão · d4 branco torre · f4 branco cavalo · h4 branco peão · a2 branco peão · b2 branco peão · b1 branco rei | 7 |
| 6 | e8 preto torre · f7 preto bispo · b6 preto peão · a5 preto peão · e5 preto rei · f5 branco bispo · h5 preto peão · d4 branco torre · f4 branco cavalo · h4 branco peão · a2 branco peão · b2 branco peão · b1 branco rei | e8 preto torre · f7 preto bispo · b6 preto peão · a5 preto peão · e5 preto rei · f5 branco bispo · h5 preto peão · d4 branco torre · f4 branco cavalo · h4 branco peão · a2 branco peão · b2 branco peão · b1 branco rei | e8 preto torre · f7 preto bispo · b6 preto peão · a5 preto peão · e5 preto rei · f5 branco bispo · h5 preto peão · d4 branco torre · f4 branco cavalo · h4 branco peão · a2 branco peão · b2 branco peão · b1 branco rei | e8 preto torre · f7 preto bispo · b6 preto peão · a5 preto peão · e5 preto rei · f5 branco bispo · h5 preto peão · d4 branco torre · f4 branco cavalo · h4 branco peão · a2 branco peão · b2 branco peão · b1 branco rei | e8 preto torre · f7 preto bispo · b6 preto peão · a5 preto peão · e5 preto rei · f5 branco bispo · h5 preto peão · d4 branco torre · f4 branco cavalo · h4 branco peão · a2 branco peão · b2 branco peão · b1 branco rei | e8 preto torre · f7 preto bispo · b6 preto peão · a5 preto peão · e5 preto rei · f5 branco bispo · h5 preto peão · d4 branco torre · f4 branco cavalo · h4 branco peão · a2 branco peão · b2 branco peão · b1 branco rei | e8 preto torre · f7 preto bispo · b6 preto peão · a5 preto peão · e5 preto rei · f5 branco bispo · h5 preto peão · d4 branco torre · f4 branco cavalo · h4 branco peão · a2 branco peão · b2 branco peão · b1 branco rei | e8 preto torre · f7 preto bispo · b6 preto peão · a5 preto peão · e5 preto rei · f5 branco bispo · h5 preto peão · d4 branco torre · f4 branco cavalo · h4 branco peão · a2 branco peão · b2 branco peão · b1 branco rei | 6 |
| 5 | e8 preto torre · f7 preto bispo · b6 preto peão · a5 preto peão · e5 preto rei · f5 branco bispo · h5 preto peão · d4 branco torre · f4 branco cavalo · h4 branco peão · a2 branco peão · b2 branco peão · b1 branco rei | e8 preto torre · f7 preto bispo · b6 preto peão · a5 preto peão · e5 preto rei · f5 branco bispo · h5 preto peão · d4 branco torre · f4 branco cavalo · h4 branco peão · a2 branco peão · b2 branco peão · b1 branco rei | e8 preto torre · f7 preto bispo · b6 preto peão · a5 preto peão · e5 preto rei · f5 branco bispo · h5 preto peão · d4 branco torre · f4 branco cavalo · h4 branco peão · a2 branco peão · b2 branco peão · b1 branco rei | e8 preto torre · f7 preto bispo · b6 preto peão · a5 preto peão · e5 preto rei · f5 branco bispo · h5 preto peão · d4 branco torre · f4 branco cavalo · h4 branco peão · a2 branco peão · b2 branco peão · b1 branco rei | e8 preto torre · f7 preto bispo · b6 preto peão · a5 preto peão · e5 preto rei · f5 branco bispo · h5 preto peão · d4 branco torre · f4 branco cavalo · h4 branco peão · a2 branco peão · b2 branco peão · b1 branco rei | e8 preto torre · f7 preto bispo · b6 preto peão · a5 preto peão · e5 preto rei · f5 branco bispo · h5 preto peão · d4 branco torre · f4 branco cavalo · h4 branco peão · a2 branco peão · b2 branco peão · b1 branco rei | e8 preto torre · f7 preto bispo · b6 preto peão · a5 preto peão · e5 preto rei · f5 branco bispo · h5 preto peão · d4 branco torre · f4 branco cavalo · h4 branco peão · a2 branco peão · b2 branco peão · b1 branco rei | e8 preto torre · f7 preto bispo · b6 preto peão · a5 preto peão · e5 preto rei · f5 branco bispo · h5 preto peão · d4 branco torre · f4 branco cavalo · h4 branco peão · a2 branco peão · b2 branco peão · b1 branco rei | 5 |
| 4 | e8 preto torre · f7 preto bispo · b6 preto peão · a5 preto peão · e5 preto rei · f5 branco bispo · h5 preto peão · d4 branco torre · f4 branco cavalo · h4 branco peão · a2 branco peão · b2 branco peão · b1 branco rei | e8 preto torre · f7 preto bispo · b6 preto peão · a5 preto peão · e5 preto rei · f5 branco bispo · h5 preto peão · d4 branco torre · f4 branco cavalo · h4 branco peão · a2 branco peão · b2 branco peão · b1 branco rei | e8 preto torre · f7 preto bispo · b6 preto peão · a5 preto peão · e5 preto rei · f5 branco bispo · h5 preto peão · d4 branco torre · f4 branco cavalo · h4 branco peão · a2 branco peão · b2 branco peão · b1 branco rei | e8 preto torre · f7 preto bispo · b6 preto peão · a5 preto peão · e5 preto rei · f5 branco bispo · h5 preto peão · d4 branco torre · f4 branco cavalo · h4 branco peão · a2 branco peão · b2 branco peão · b1 branco rei | e8 preto torre · f7 preto bispo · b6 preto peão · a5 preto peão · e5 preto rei · f5 branco bispo · h5 preto peão · d4 branco torre · f4 branco cavalo · h4 branco peão · a2 branco peão · b2 branco peão · b1 branco rei | e8 preto torre · f7 preto bispo · b6 preto peão · a5 preto peão · e5 preto rei · f5 branco bispo · h5 preto peão · d4 branco torre · f4 branco cavalo · h4 branco peão · a2 branco peão · b2 branco peão · b1 branco rei | e8 preto torre · f7 preto bispo · b6 preto peão · a5 preto peão · e5 preto rei · f5 branco bispo · h5 preto peão · d4 branco torre · f4 branco cavalo · h4 branco peão · a2 branco peão · b2 branco peão · b1 branco rei | e8 preto torre · f7 preto bispo · b6 preto peão · a5 preto peão · e5 preto rei · f5 branco bispo · h5 preto peão · d4 branco torre · f4 branco cavalo · h4 branco peão · a2 branco peão · b2 branco peão · b1 branco rei | 4 |
| 3 | e8 preto torre · f7 preto bispo · b6 preto peão · a5 preto peão · e5 preto rei · f5 branco bispo · h5 preto peão · d4 branco torre · f4 branco cavalo · h4 branco peão · a2 branco peão · b2 branco peão · b1 branco rei | e8 preto torre · f7 preto bispo · b6 preto peão · a5 preto peão · e5 preto rei · f5 branco bispo · h5 preto peão · d4 branco torre · f4 branco cavalo · h4 branco peão · a2 branco peão · b2 branco peão · b1 branco rei | e8 preto torre · f7 preto bispo · b6 preto peão · a5 preto peão · e5 preto rei · f5 branco bispo · h5 preto peão · d4 branco torre · f4 branco cavalo · h4 branco peão · a2 branco peão · b2 branco peão · b1 branco rei | e8 preto torre · f7 preto bispo · b6 preto peão · a5 preto peão · e5 preto rei · f5 branco bispo · h5 preto peão · d4 branco torre · f4 branco cavalo · h4 branco peão · a2 branco peão · b2 branco peão · b1 branco rei | e8 preto torre · f7 preto bispo · b6 preto peão · a5 preto peão · e5 preto rei · f5 branco bispo · h5 preto peão · d4 branco torre · f4 branco cavalo · h4 branco peão · a2 branco peão · b2 branco peão · b1 branco rei | e8 preto torre · f7 preto bispo · b6 preto peão · a5 preto peão · e5 preto rei · f5 branco bispo · h5 preto peão · d4 branco torre · f4 branco cavalo · h4 branco peão · a2 branco peão · b2 branco peão · b1 branco rei | e8 preto torre · f7 preto bispo · b6 preto peão · a5 preto peão · e5 preto rei · f5 branco bispo · h5 preto peão · d4 branco torre · f4 branco cavalo · h4 branco peão · a2 branco peão · b2 branco peão · b1 branco rei | e8 preto torre · f7 preto bispo · b6 preto peão · a5 preto peão · e5 preto rei · f5 branco bispo · h5 preto peão · d4 branco torre · f4 branco cavalo · h4 branco peão · a2 branco peão · b2 branco peão · b1 branco rei | 3 |
| 2 | e8 preto torre · f7 preto bispo · b6 preto peão · a5 preto peão · e5 preto rei · f5 branco bispo · h5 preto peão · d4 branco torre · f4 branco cavalo · h4 branco peão · a2 branco peão · b2 branco peão · b1 branco rei | e8 preto torre · f7 preto bispo · b6 preto peão · a5 preto peão · e5 preto rei · f5 branco bispo · h5 preto peão · d4 branco torre · f4 branco cavalo · h4 branco peão · a2 branco peão · b2 branco peão · b1 branco rei | e8 preto torre · f7 preto bispo · b6 preto peão · a5 preto peão · e5 preto rei · f5 branco bispo · h5 preto peão · d4 branco torre · f4 branco cavalo · h4 branco peão · a2 branco peão · b2 branco peão · b1 branco rei | e8 preto torre · f7 preto bispo · b6 preto peão · a5 preto peão · e5 preto rei · f5 branco bispo · h5 preto peão · d4 branco torre · f4 branco cavalo · h4 branco peão · a2 branco peão · b2 branco peão · b1 branco rei | e8 preto torre · f7 preto bispo · b6 preto peão · a5 preto peão · e5 preto rei · f5 branco bispo · h5 preto peão · d4 branco torre · f4 branco cavalo · h4 branco peão · a2 branco peão · b2 branco peão · b1 branco rei | e8 preto torre · f7 preto bispo · b6 preto peão · a5 preto peão · e5 preto rei · f5 branco bispo · h5 preto peão · d4 branco torre · f4 branco cavalo · h4 branco peão · a2 branco peão · b2 branco peão · b1 branco rei | e8 preto torre · f7 preto bispo · b6 preto peão · a5 preto peão · e5 preto rei · f5 branco bispo · h5 preto peão · d4 branco torre · f4 branco cavalo · h4 branco peão · a2 branco peão · b2 branco peão · b1 branco rei | e8 preto torre · f7 preto bispo · b6 preto peão · a5 preto peão · e5 preto rei · f5 branco bispo · h5 preto peão · d4 branco torre · f4 branco cavalo · h4 branco peão · a2 branco peão · b2 branco peão · b1 branco rei | 2 |
| 1 | e8 preto torre · f7 preto bispo · b6 preto peão · a5 preto peão · e5 preto rei · f5 branco bispo · h5 preto peão · d4 branco torre · f4 branco cavalo · h4 branco peão · a2 branco peão · b2 branco peão · b1 branco rei | e8 preto torre · f7 preto bispo · b6 preto peão · a5 preto peão · e5 preto rei · f5 branco bispo · h5 preto peão · d4 branco torre · f4 branco cavalo · h4 branco peão · a2 branco peão · b2 branco peão · b1 branco rei | e8 preto torre · f7 preto bispo · b6 preto peão · a5 preto peão · e5 preto rei · f5 branco bispo · h5 preto peão · d4 branco torre · f4 branco cavalo · h4 branco peão · a2 branco peão · b2 branco peão · b1 branco rei | e8 preto torre · f7 preto bispo · b6 preto peão · a5 preto peão · e5 preto rei · f5 branco bispo · h5 preto peão · d4 branco torre · f4 branco cavalo · h4 branco peão · a2 branco peão · b2 branco peão · b1 branco rei | e8 preto torre · f7 preto bispo · b6 preto peão · a5 preto peão · e5 preto rei · f5 branco bispo · h5 preto peão · d4 branco torre · f4 branco cavalo · h4 branco peão · a2 branco peão · b2 branco peão · b1 branco rei | e8 preto torre · f7 preto bispo · b6 preto peão · a5 preto peão · e5 preto rei · f5 branco bispo · h5 preto peão · d4 branco torre · f4 branco cavalo · h4 branco peão · a2 branco peão · b2 branco peão · b1 branco rei | e8 preto torre · f7 preto bispo · b6 preto peão · a5 preto peão · e5 preto rei · f5 branco bispo · h5 preto peão · d4 branco torre · f4 branco cavalo · h4 branco peão · a2 branco peão · b2 branco peão · b1 branco rei | e8 preto torre · f7 preto bispo · b6 preto peão · a5 preto peão · e5 preto rei · f5 branco bispo · h5 preto peão · d4 branco torre · f4 branco cavalo · h4 branco peão · a2 branco peão · b2 branco peão · b1 branco rei | 1 |
|   | a | b | c | d | e | f | g | h |   |

Também o Rei pode entrar em ação e capturar peças inimigas. Apesar de ser incomum no início do jogo, quando a partida se aproxima do fim o Monarca precisa abandonar seu posto e colaborar mais com o jogo. Apesar de ser arriscado, existem várias situações onde o Rei pode ajudar a definir o vencedor da partida. O exemplo ao lado demonstra bem tal situação.
As brancas têm a pequena vantagem de um cavalo que está para desabar pois não é possível defender a torre, o bispo e o cavalo de uma vez. Qualquer das peças que for afastada não protegerá as restantes, portanto o Rei irá capturar a desprotegida a virar o balanço material da partida a seu favor. A melhor opção para as brancas é jogar Te4+, pois capturam a torre preta e forçam um final de jogo que provavelmente resultará em empate.